# Seznam světového dědictví v arabských státech
Tato část seznamu památek světového dědictví UNESCO obsahuje památky arabských států na území severní Afriky, ve Středomoří a Blízkém východu. Zvláštní položkou je Jeruzalém, jehož zařazení navrhlo Jordánsko a v mírném rozporu s pravidly byl do Seznamu zařazen. Je proto uveden pod hlavičkou Jordánsko, i když na jeho území neleží.
U každé položky je uveden český název, oficiální anglický název dle seznamu UNESCO, stručná charakteristika a odkaz na základní zdůvodnění zápisu dle UNESCO. Číslo v odkazu je současně číslo, pod kterým je lokalita vedena v Seznamu světového dědictví.
Položky seznamu u jednotlivých zemí jsou řazeny podle roku zápisu do Seznamu. Následující přehled památek je aktuální k datu 31. 7. 2025.

## Alžírsko

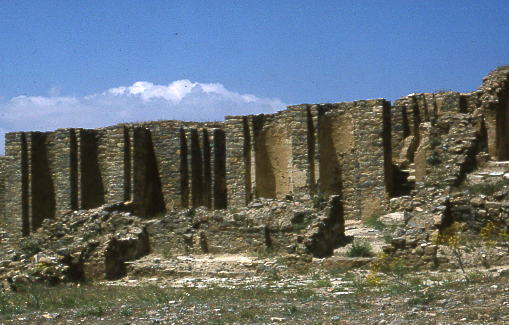
Al Qal'a v Beni Hammadu

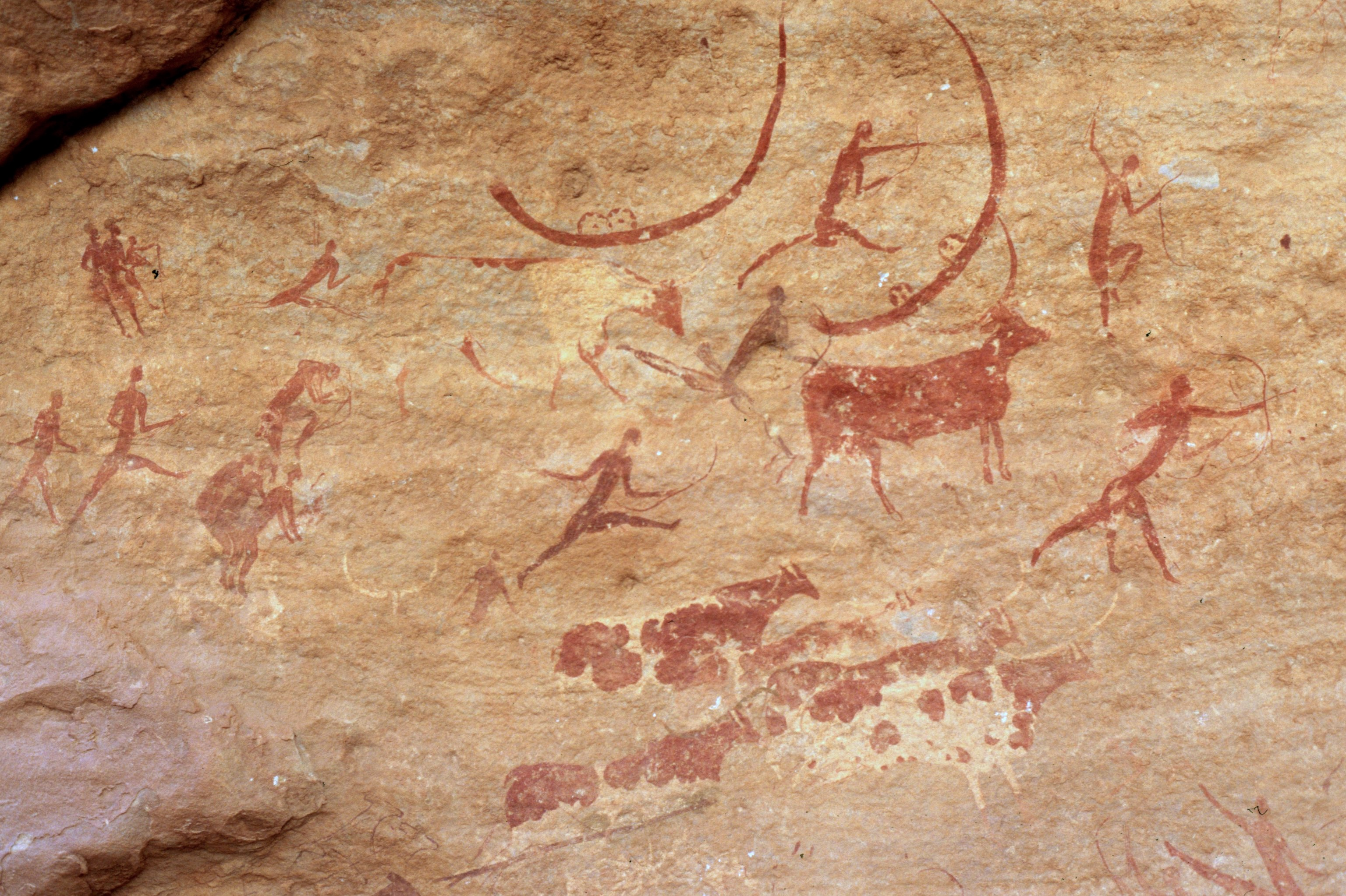
Tassili n'Ajjer

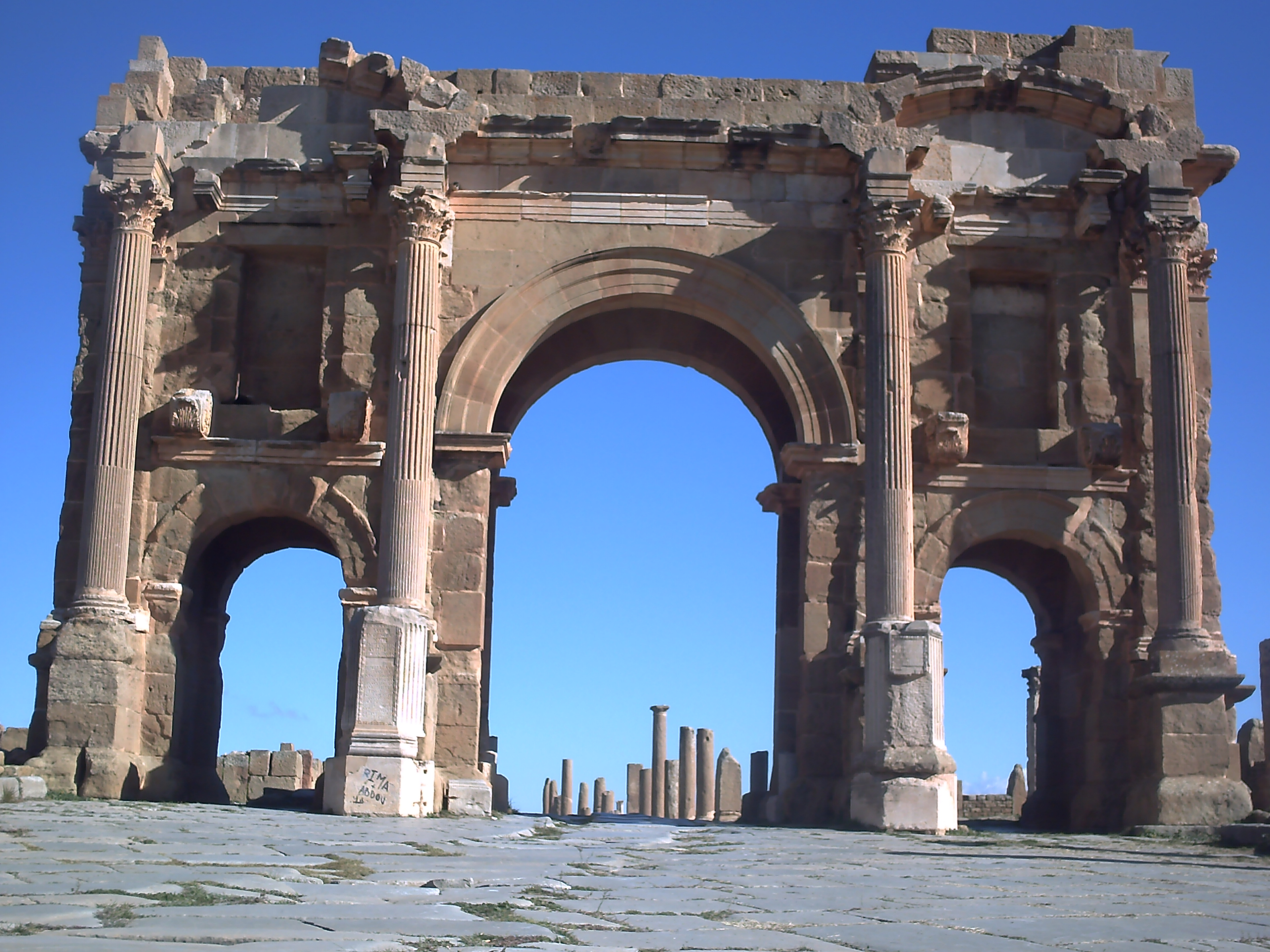
Timgad

1. Al Qal'a v Beni Hammadu
 Al Qal'a of Beni Hammad 
Zbytky opevnění muslimského města z 11.-12. století.
1980
 http://whc.unesco.org/en/list/102
2. Djémila
Djémila
Ruiny starého římského města.
1982
 http://whc.unesco.org/en/list/191
3. Údolí M'Zab
M'Zab Valley 
Údolí, v němž se dochovala řada opevněných měst z 11. století.
1982
 http://whc.unesco.org/en/list/188
4. Tassili n'Ajjer
Tassili n'Ajjer
Prehistorické skalní malby na náhorní planině Sahary.
1982
 http://whc.unesco.org/en/list/179
5. Timgad
Timgad
Ruiny římského města.
1982
 http://whc.unesco.org/en/list/194
6. Tipasa
Tipasa
Archeologická lokalita s památkami na fénickou, římskou, raně křesťanskou i byzantskou kulturu.
1982
 http://whc.unesco.org/en/list/193
7. Kašbach
Kasbah of Algiers
Kašbach je unikátní islámské město – medina. Kdysi střežilo obchodní cesty Kartága. Dnes převažují mešity a paláce v Osmanském stylu.
1992
 http://whc.unesco.org/en/list/565

## Bahrajn

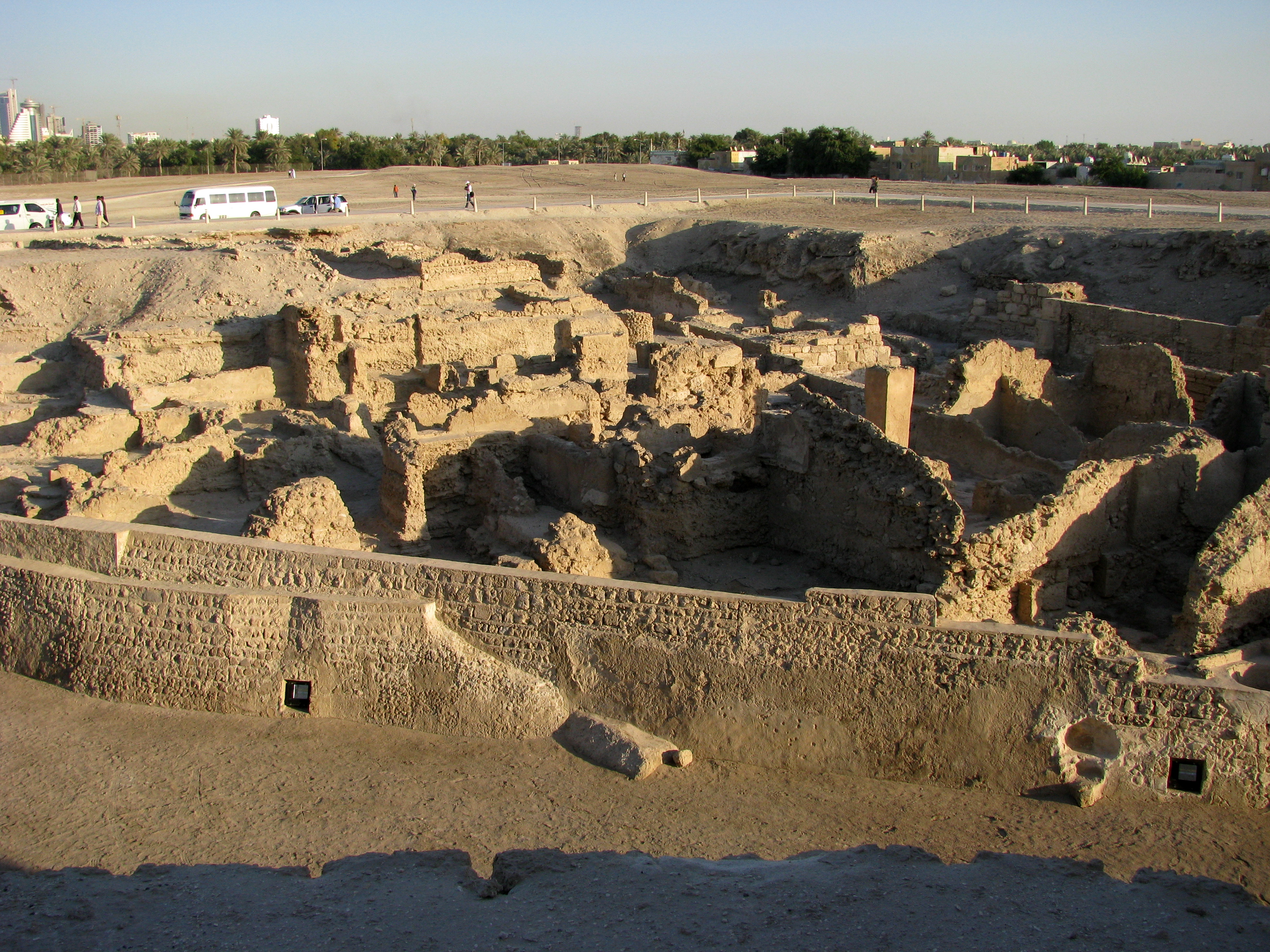
Kal'a al-Bahrajn

1. Qal'at al-Bahrain
Qal’at al-Bahrain – Ancient Harbour and Capital of Dilmun
Umělý kopec vytvořený mnoha kulturními vrstvami, dokumentující osídlení od r. 2300 př. n. l. Město bylo hlavním městem Dilmunu – důležité starověké civilizace.
2005
 http://whc.unesco.org/en/list/192
2. Lov perel, svědectví o ostrovním hospodářství
Pearling, testimony of an island economy
Skupina budov (pevnost, mešita, sklady, obchody, domy obchodníků) je svědkem důmyslného způsobu lovu perel a obchodu s nimi.
2012
 http://whc.unesco.org/en/list/1364
3. Dilmunské pohřební mohyly
Dilmun Burial Mounds
Pole starověkých pohřebních mohyl, které tvoří skoro 5 procent povrchu Bahrajnu.
2019
 https://whc.unesco.org/en/list/1542

## Egypt

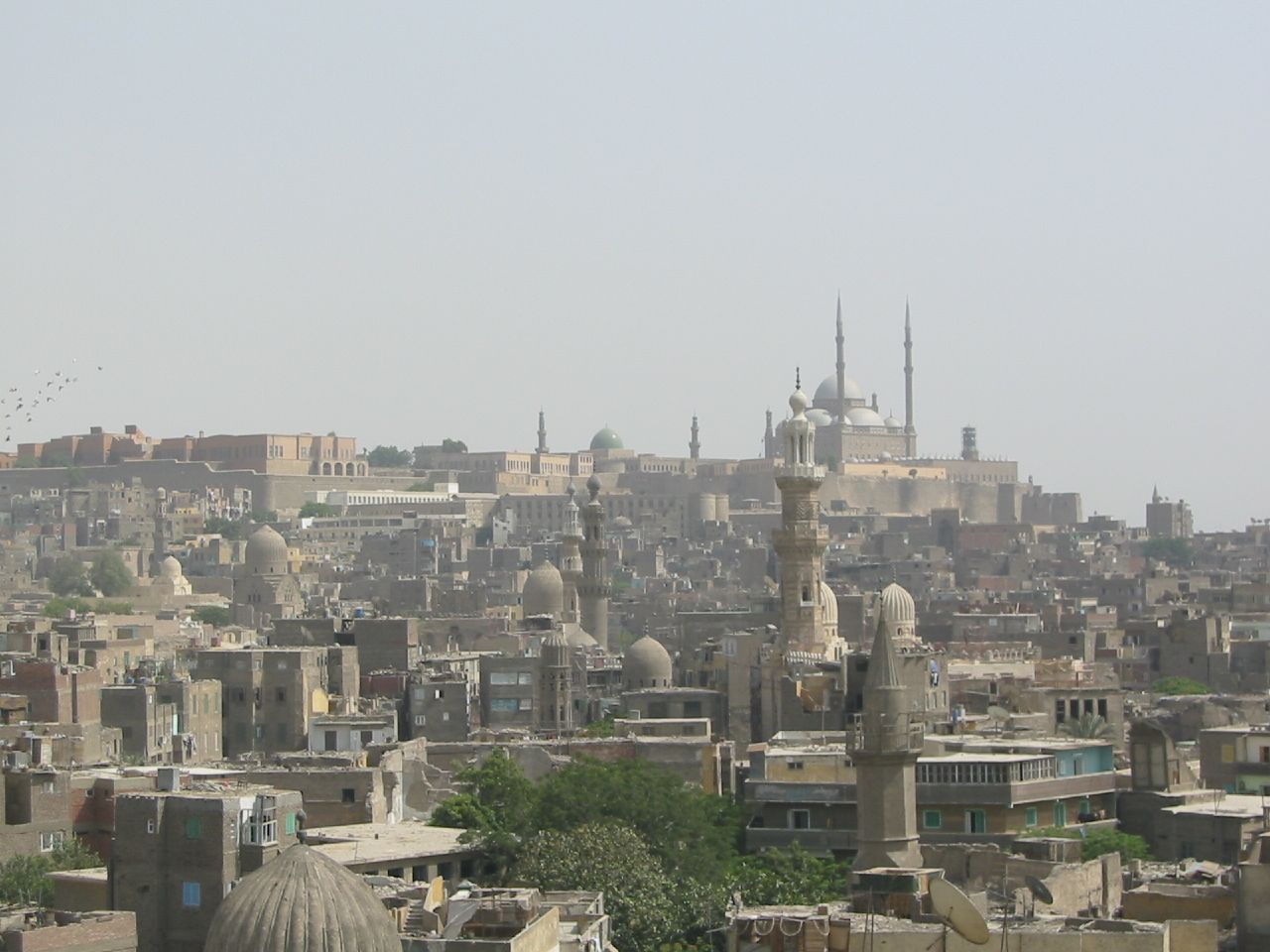
Historická Káhira

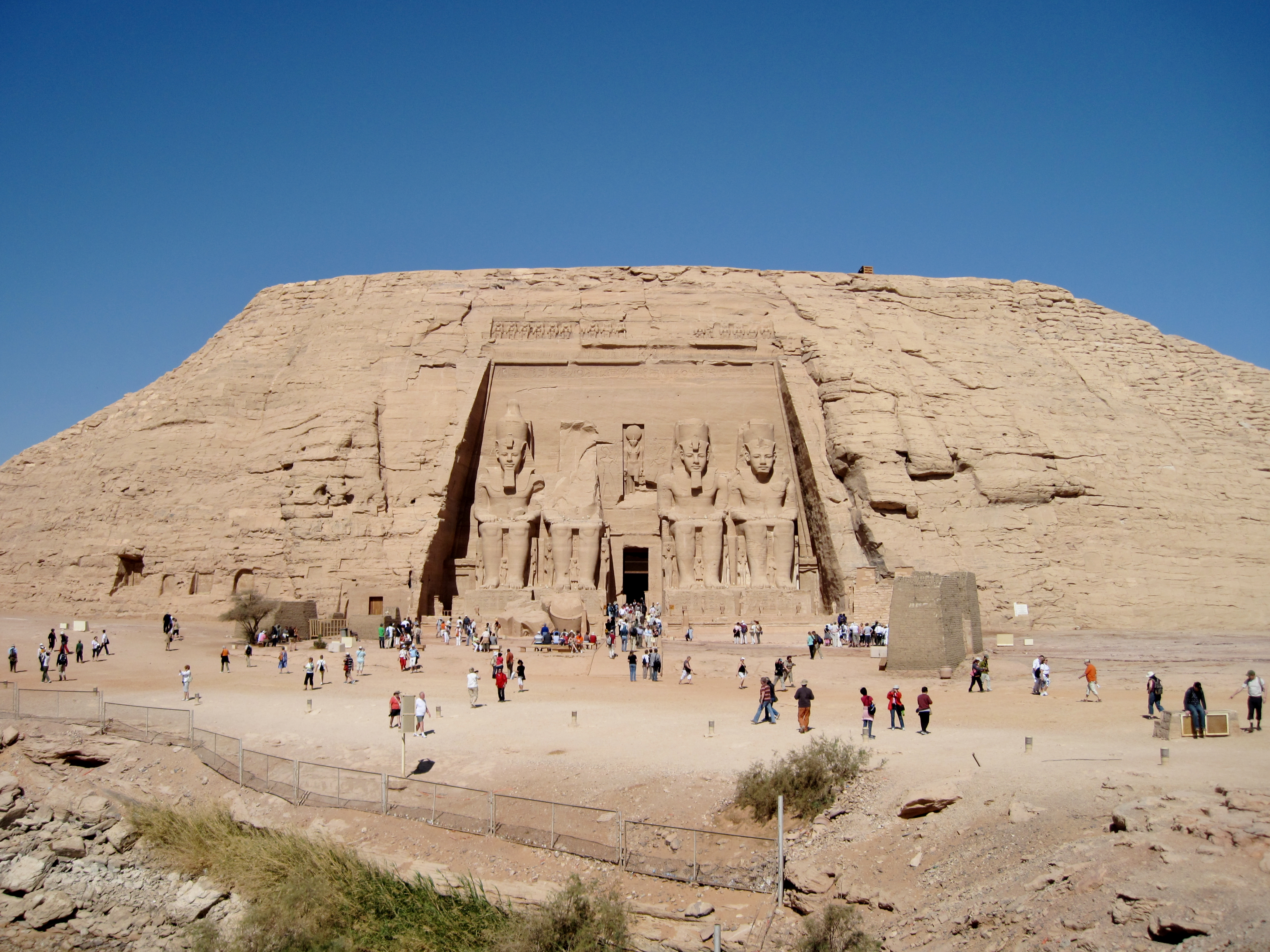
Núbijské památky

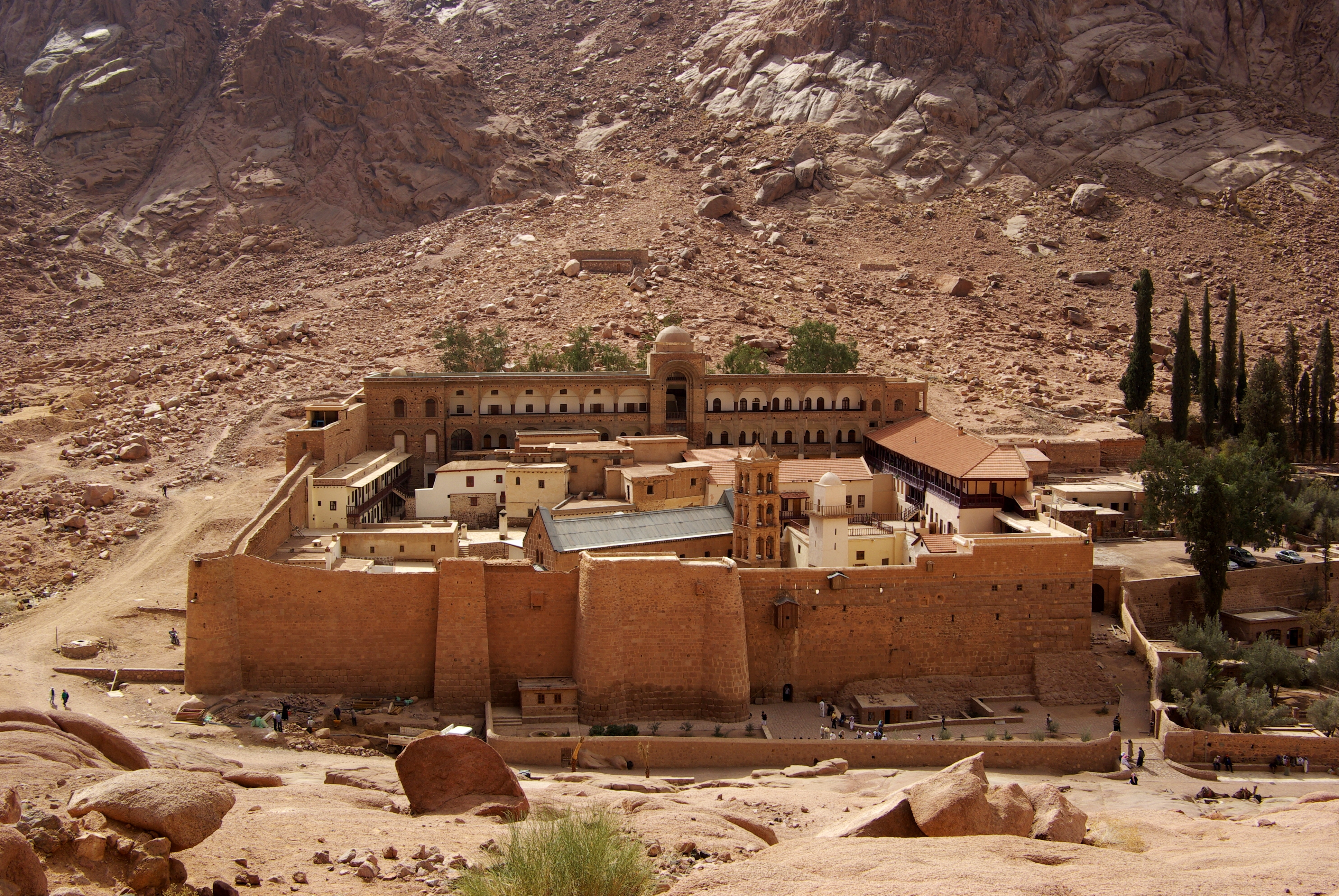
Klášter svaté Kateřiny

1. Abú Mena
Abu Mena
Zbytky raně křesťanského města a poutního místa.
1979
 http://whc.unesco.org/en/list/90
2. Théby s přilehlou nekropolí
Ancient Thebes with its Necropolis
Chrámy a pohřebiště města starého 5 000 let (Karnak a Luxor, Údolí králů).
1979
 http://whc.unesco.org/en/list/87
3. Historická Káhira
Historic Cairo 
Islámská část Káhiry patří mezi nejstarší islámská města, ve 14. století se stala centrem islámského světa.
1979
 http://whc.unesco.org/en/list/89
4. Mennofer a její nekropole - pole pyramid od Gízy po Dahšúr
Memphis and its Necropolis - the Pyramid Fields from Giza to Dahshur
Zříceniny města Memfis a jeho pohřebiště - pyramidy (Gíza, Abúsír, Sakkára). Ve starověku jeden ze sedmi divů světa.
1979
 http://whc.unesco.org/en/list/86
5. Núbijské památky od Abú Simbelu po Philae
Nubian Monuments from Abu Simbel to Philae
Památky od Abú Simbel až po Philae (Pilak) zahrnují pět skupin chrámů, které byly zachráněny před zaplavením vodami Asuánské přehrady.
1979
 http://whc.unesco.org/en/list/88
6. Klášter svaté Kateřiny
Saint Catherine Area
Ortodoxní klášter sv. Kateřiny stojí na úpatí hory Jabal Musa, která bývá považována za biblickou horu Sinaj, kde Mojžíš obdržel desky s Desaterem.
2002
 http://whc.unesco.org/en/list/954
7. Vádí Al-Hitan (Údolí velryb)
Wadi Al-Hitan (Whale Valley)
Naleziště fosilních pozůstatků mořských savců.
2005
 http://whc.unesco.org/en/list/1186

## Irák

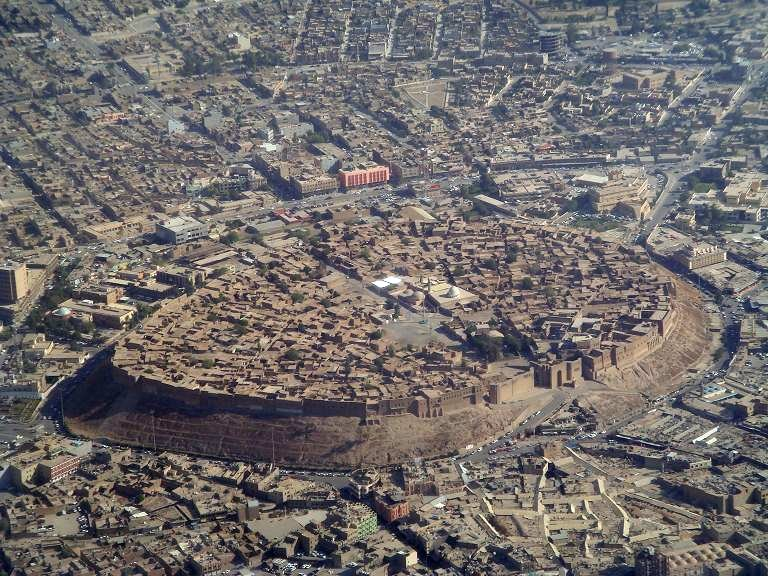
Citadela v Irbílu

1. Hatra

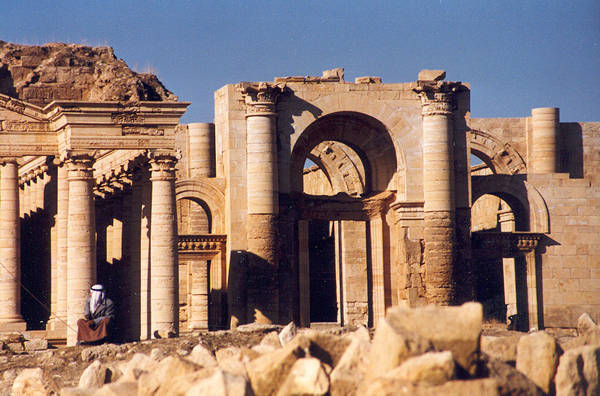
Hatra
Opevněné město je svědectvím o moci Parthské říše.
1985
 http://whc.unesco.org/en/list/277
2. Aššúr
Ashur (Qal'at Sherqat)
Mezi 14. až 9. stoletím př. n. l. hlavní město a náboženské centrum Asyrské říše.
2003
 http://whc.unesco.org/en/list/1130
3. Archeologická oblast Samary
Samarra Archaeological City
Vykopávky mocné islámské metropole z období Abbásovské říše podél řeky Tigris v délce 41 km a šířce 4–8 km. 80% lokality není dosud prozkoumáno. Zařazeno rovněž na Seznam památek v ohrožení. 
2007
http://whc.unesco.org/en/list/276
4. Citadela v Irbílu
Erbil Citadel
Opevněné sídlo na vrcholu tellu ve tvaru olivy. Nacházející se v Iráckém Kurdistánu, v guvernorátu Irbíl.
2014
http://whc.unesco.org/en/list/1437
5. Ahwar v jižním Iráku - útočiště divočiny a pozůstatky mezopotámských měst
The Ahwar of Southern Iraq: Refuge of Biodiversity and the Relict Landscape of the Mesopotamian Cities
Čtyři jihoirácké mokřady a pozůstatky měst Uruk, Ur a Eridu.
2016
http://whc.unesco.org/en/list/1481
6. Babylón
Babylone
Pozůstatky starobylého města, které bylo v pozdějším období hlavní město Babylonie a Novobabylonské říše.
2019
http://whc.unesco.org/en/list/278

## Jemen

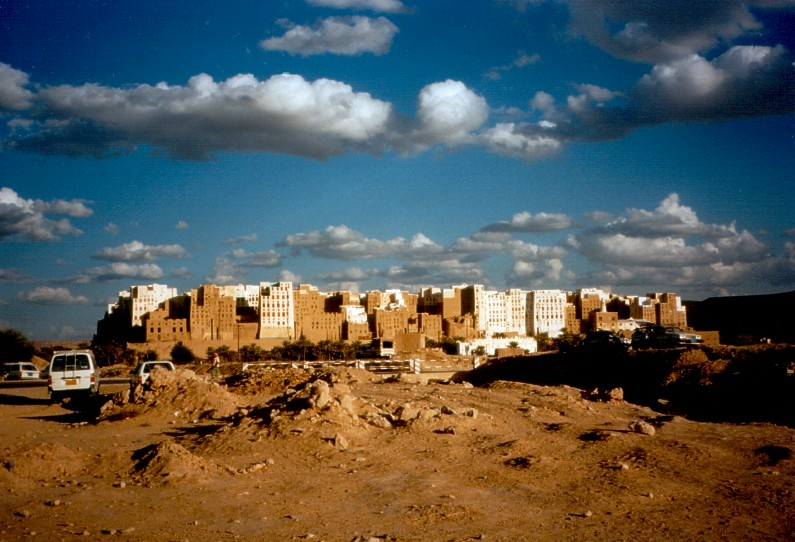
„Manhattan pouště“ Šibám

1. Staré opevněné město Šibám
Old Walled City of Shibam
Opevněné město z 16. století je typické svými věžovými stavbami.
1982
 http://whc.unesco.org/en/list/192
2. Staré město Saná
Old City of Sana'a 
Město staré 2 500 let, v 7. století hlavní centrum šíření islámu.
1986
 http://whc.unesco.org/en/list/385
3. Historické město Zabid
Historic Town of Zabid
Historické město, kdysi hlavní město Jemenu, sídlo islámské univerzity.
1993
 http://whc.unesco.org/en/list/611
4. Souostroví Sokotra
Socotra Archipelago
2008
http://whc.unesco.org/en/list/1263/
5. Památky starověkého Sabejského království v Maribu
Landmarks of the Ancient Kingdom of Saba, Marib
2023
https://whc.unesco.org/en/list/1700

## Jordánsko

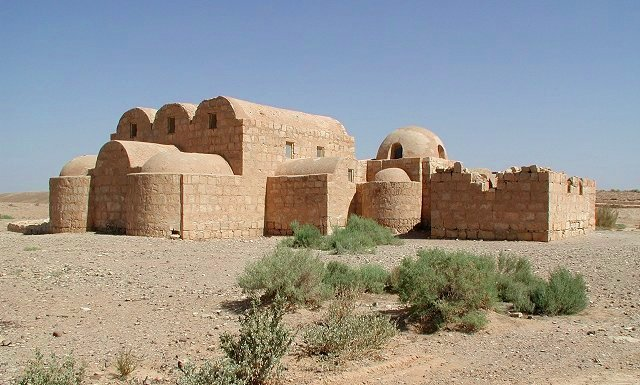
Quseir Amra

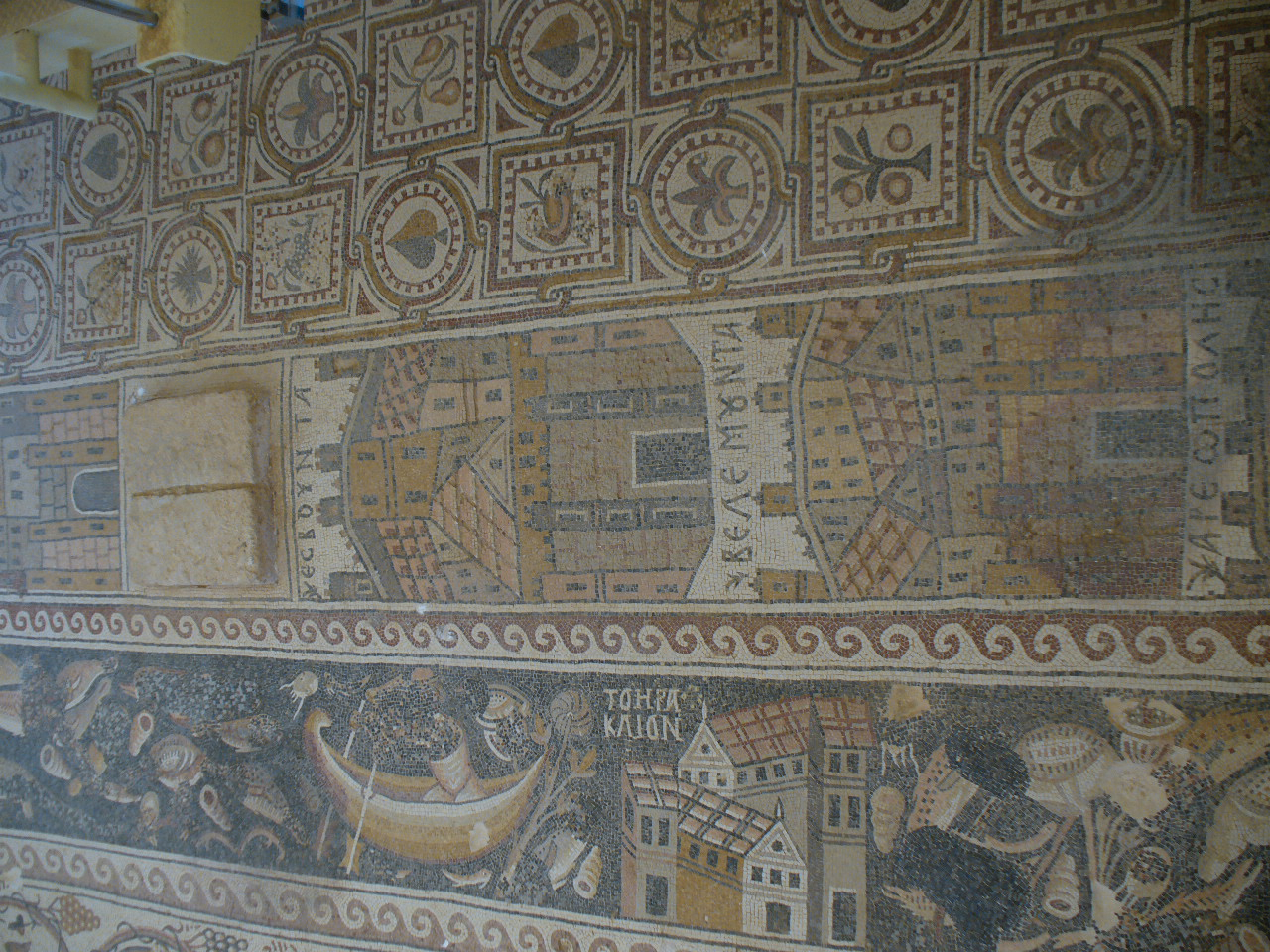
Um er-Rasas

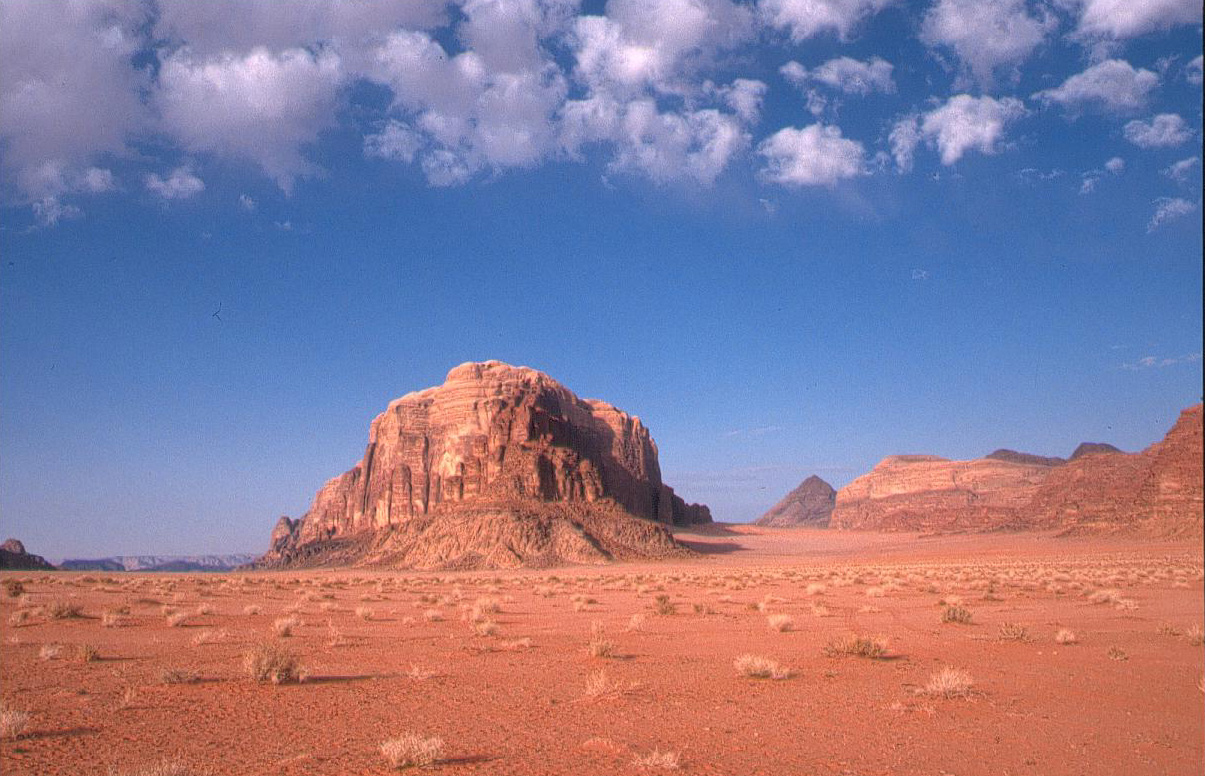
Vádí Rum

1. Jeruzalém (navrženo Jordánskem)
Jerusalem (Site proposed by Jordan) - Old City of Jerusalem and its Walls
Staré město a jeho hradby.
1981
 http://whc.unesco.org/en/list/148
2. Petra
Petra
Archeologické naleziště a město karavan bylo vytesáno do skal.
1985
 http://whc.unesco.org/en/list/326
3. Kusejr Amra
Quseir Amra
Palác v poušti z 8. století
1985
 http://whc.unesco.org/en/list/327
4. Um er-Rasas
Um er-Rasas (Kastrom Mefa'a) 
Původně římský vojenský tábor. Jsou zde pozůstatky z období římského, byzantského i raně muslimského (3. až 9. stol.).
2004
 http://whc.unesco.org/en/list/1093
5. Chráněné území vádí Rum
Wadi Rum Protected Area
Skalnaté útesy, rokle, soutěsky, písečné duny, ale i archeologické naleziště.
2011
http://whc.unesco.org/en/list/1377
6. Betánie v Zajordání
Baptism Site “Bethany Beyond the Jordan” (Al-Maghtas)
Území na východním břehu řeky Jordán, kde působil Jan Křtitel.
2015
http://whc.unesco.org/en/list/1446
7. Al-Salt - místo tolerance a městské pohostinnosti
As-Salt - The Place of Tolerance and Urban Hospitality
Synergie západního a arabského způsobu výstavby z období 1860 - 1920.
2021
http://whc.unesco.org/en/list/689
8. Umm al-Džimal
Umm Al-Jimāl
Ruiny venkovského sídla z 5. století v severním Jordánsku, které vyrůstá z vyprahlé čedičové krajiny, stojí na základech starší římské základny.
2024
http://whc.unesco.org/en/list/1721

## Katar

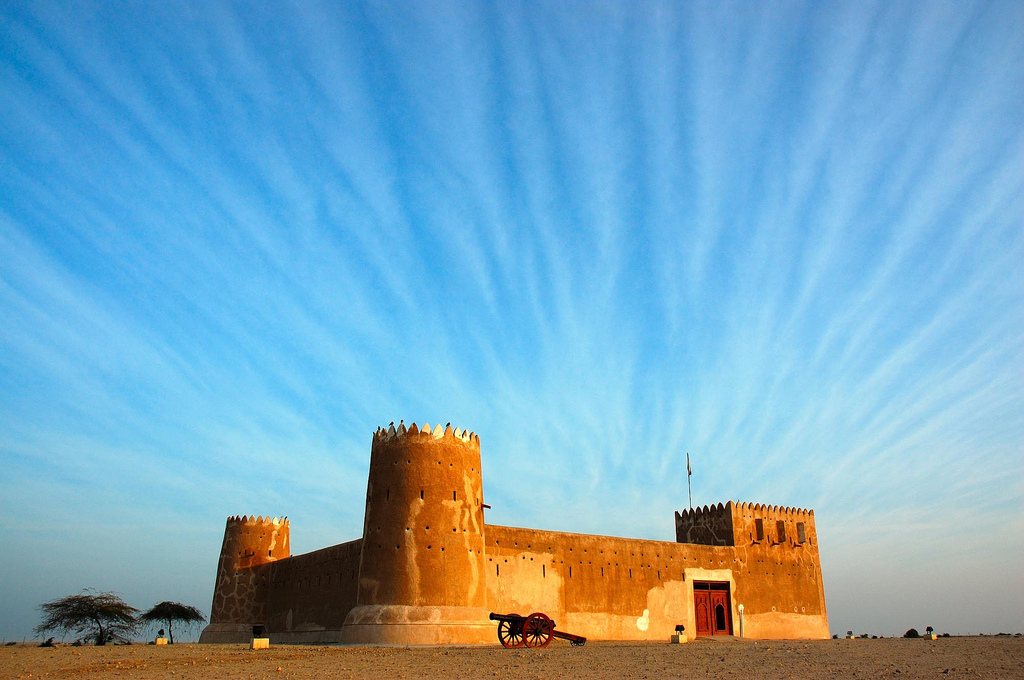
Al Zubarah

1. Az-Zubára
Al Zubarah Archaeological Site
Opevněný obchodní přístav, který vzkvétal především v 17. století.
2013
http://whc.unesco.org/en/list/1402

## Libanon

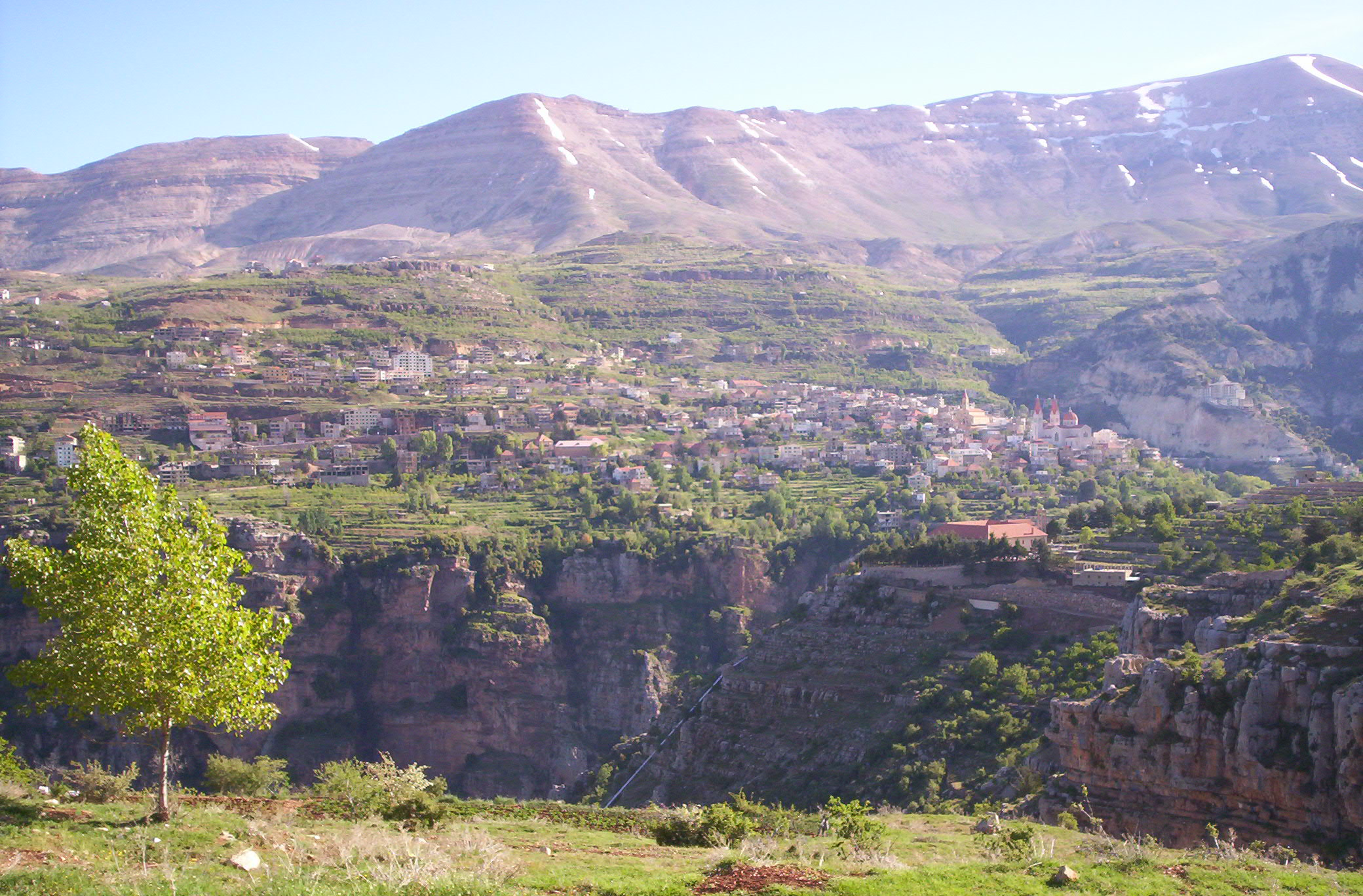
Ouadi Qadisha

1. Andžár

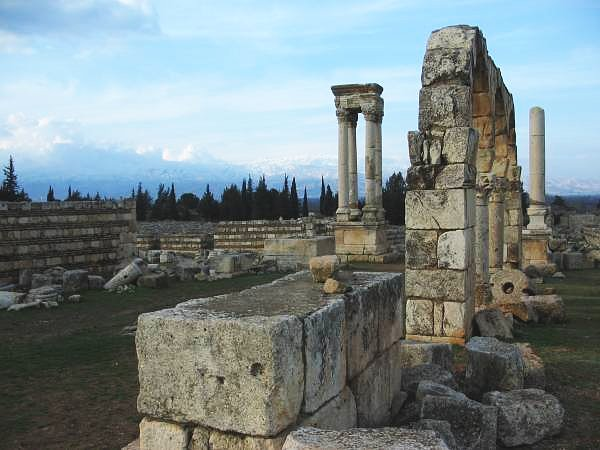
Anjar
Ruiny města Omájovců z 8. století.
1984
 http://whc.unesco.org/en/list/293
2. Baalbek
Baalbek 
Zříceniny fénického města, poutního místa známého jako Heliopolis a jeho římské památky.
1984
 http://whc.unesco.org/en/list/294
3. Byblos
Byblos
Zbytky fénického města. Vykopávky odhalily osídlení již za neolitu.
1984
 http://whc.unesco.org/en/list/295
4. Týros
Tyre
Fénické město, existující památky jsou převážně z římské doby.
1984
 http://whc.unesco.org/en/list/299
5. Svaté údolí Kadíša a Posvátný cedrový les
Ouadi Qadisha (the Holy Valley) and the Forest of the Cedars of God (Horsh Arz el-Rab)
Raně křesťanské klášterní sídliště a zbytky velkého lesa Cedars of Lebanon, jehož dřevo se používalo na stavby náboženských budov v Antiquity.
1998
 http://whc.unesco.org/en/list/850
6. Mezinárodní výstaviště Rašida Karami v Tripolisu
Rachid Karami International Fair-Tripoli
Nedokončený výstavní areál navržený architektem Oscarem Niemeyerem
2023
https://whc.unesco.org/en/list/1702

## Libye

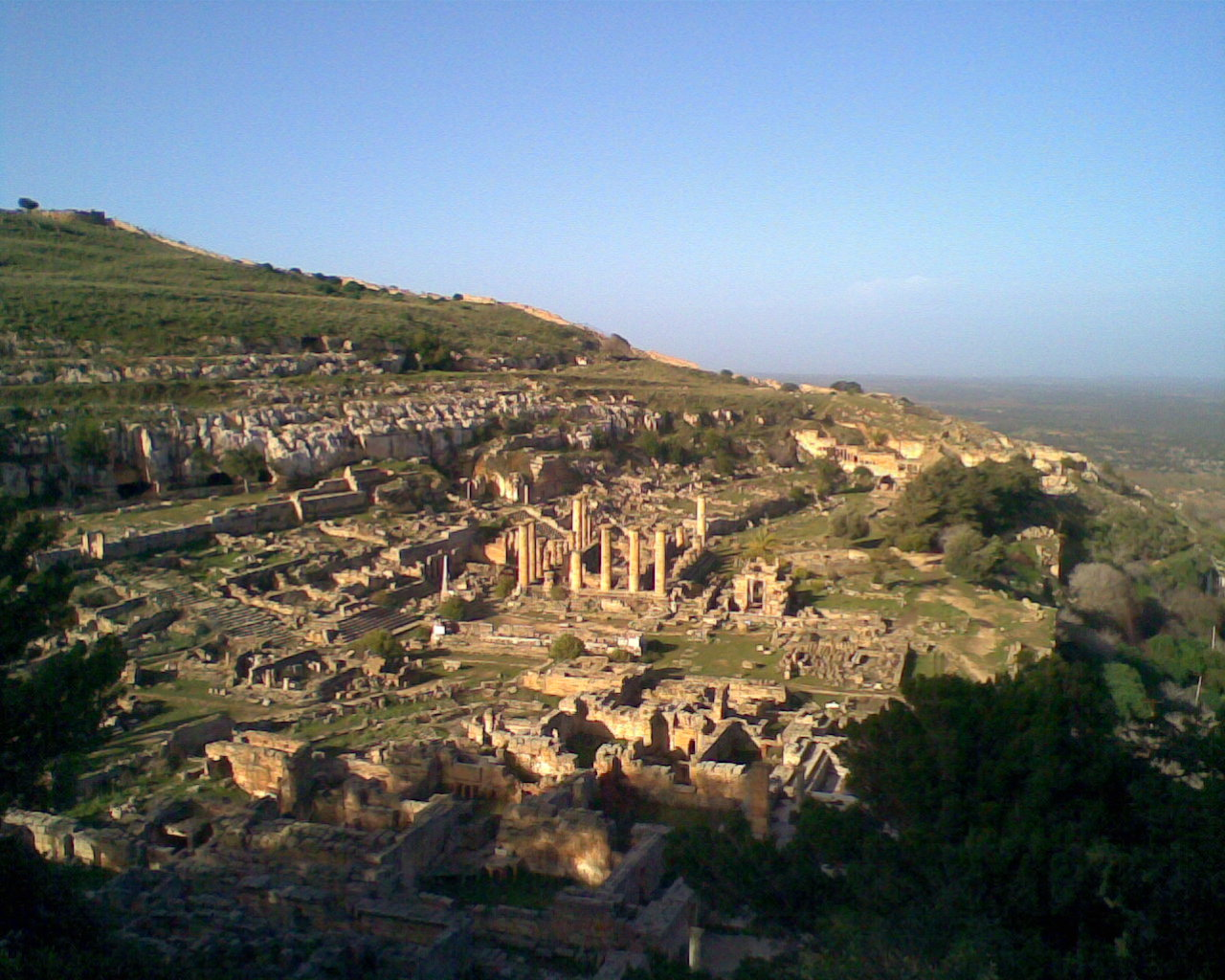
Kyréna

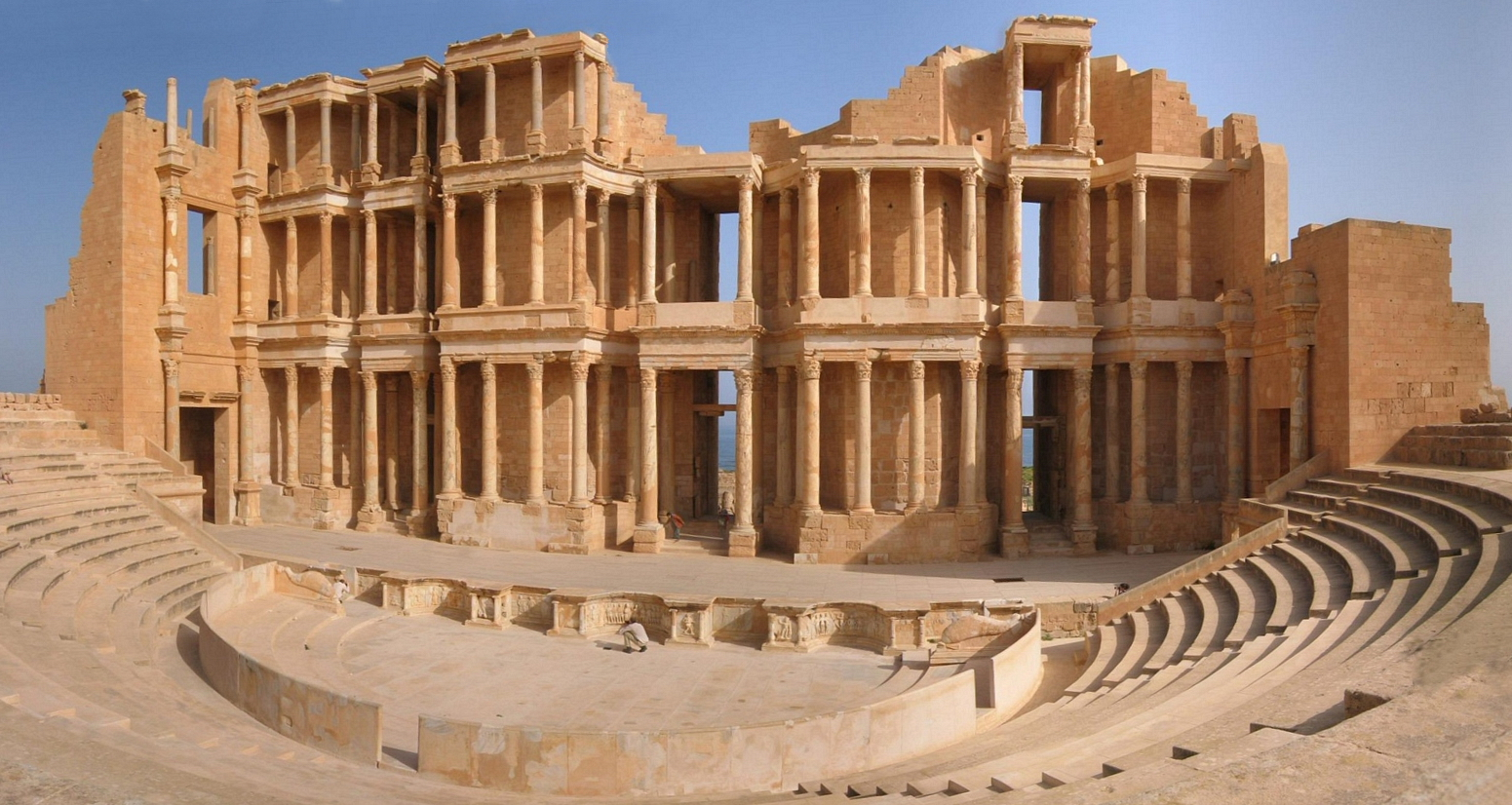
Sabrata

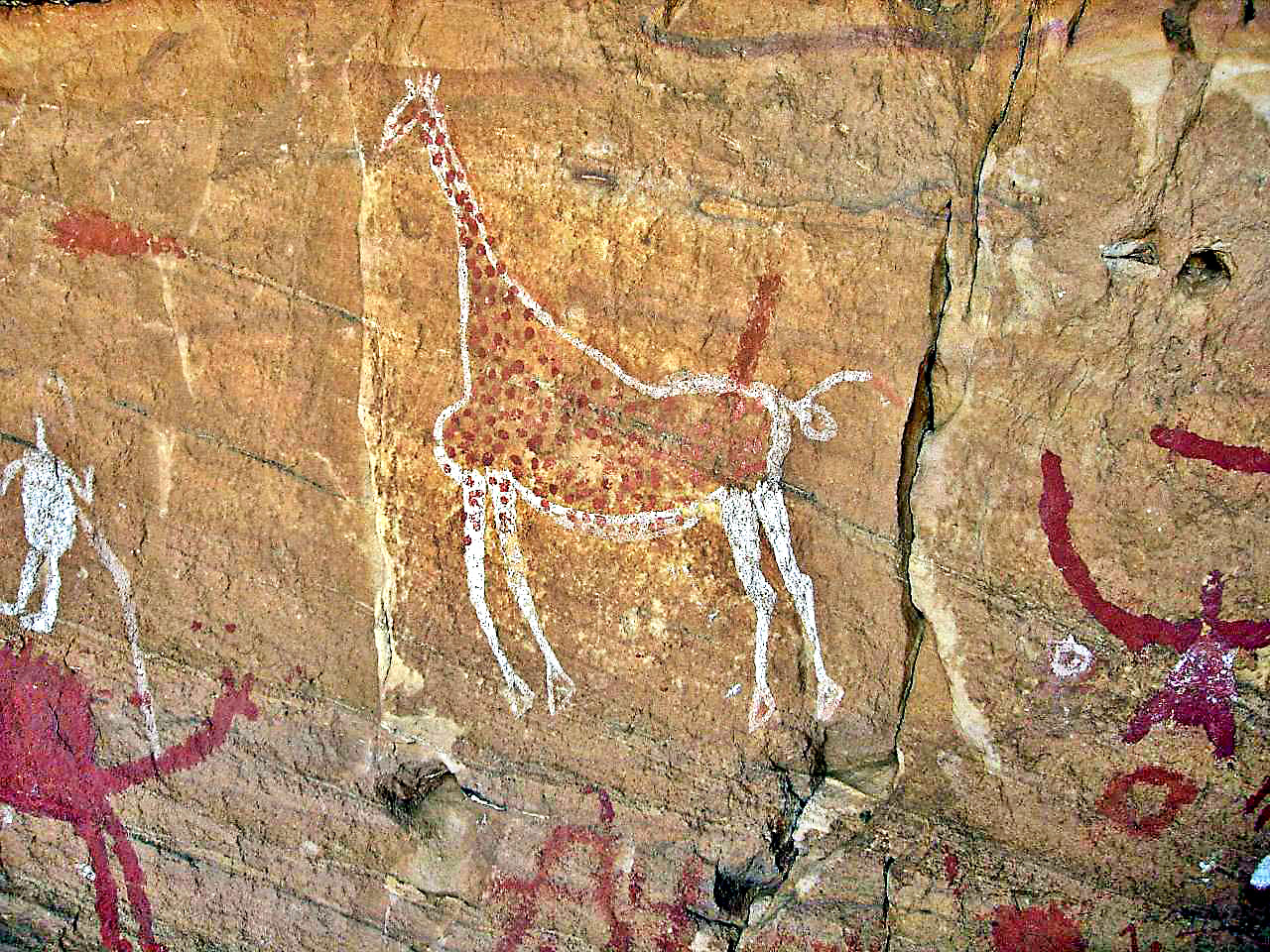
Tadrart Acacus

1. Archeologické naleziště Kyréna
Archaeological Site of Cyrene 
Antické město, řecké a římské památky.
1982
 http://whc.unesco.org/en/list/190
2. Archeologické naleziště Leptis Magna
Archaeological Site of Leptis Magna
Kdysi významné římské město.
1982
 http://whc.unesco.org/en/list/183
3. Archeologické naleziště Sabráta
Archaeological Site of Sabratha
Dávné obchodní středisko Féničanů přestavěné Římany.
1982
 http://whc.unesco.org/en/list/184
4. Skalní malby v Tadrart Acacus
Rock-Art Sites of Tadrart Acacus
Prehistorické osídlení a tisíce skalních maleb.
1985
 http://whc.unesco.org/en/list/287
5. Staré město Ghadames
Old Town of Ghadames
„Perla pouště“ - jedno z nejstarších obchodních center, příklad tradičního osídlení.
1986
 http://whc.unesco.org/en/list/362

## Maroko

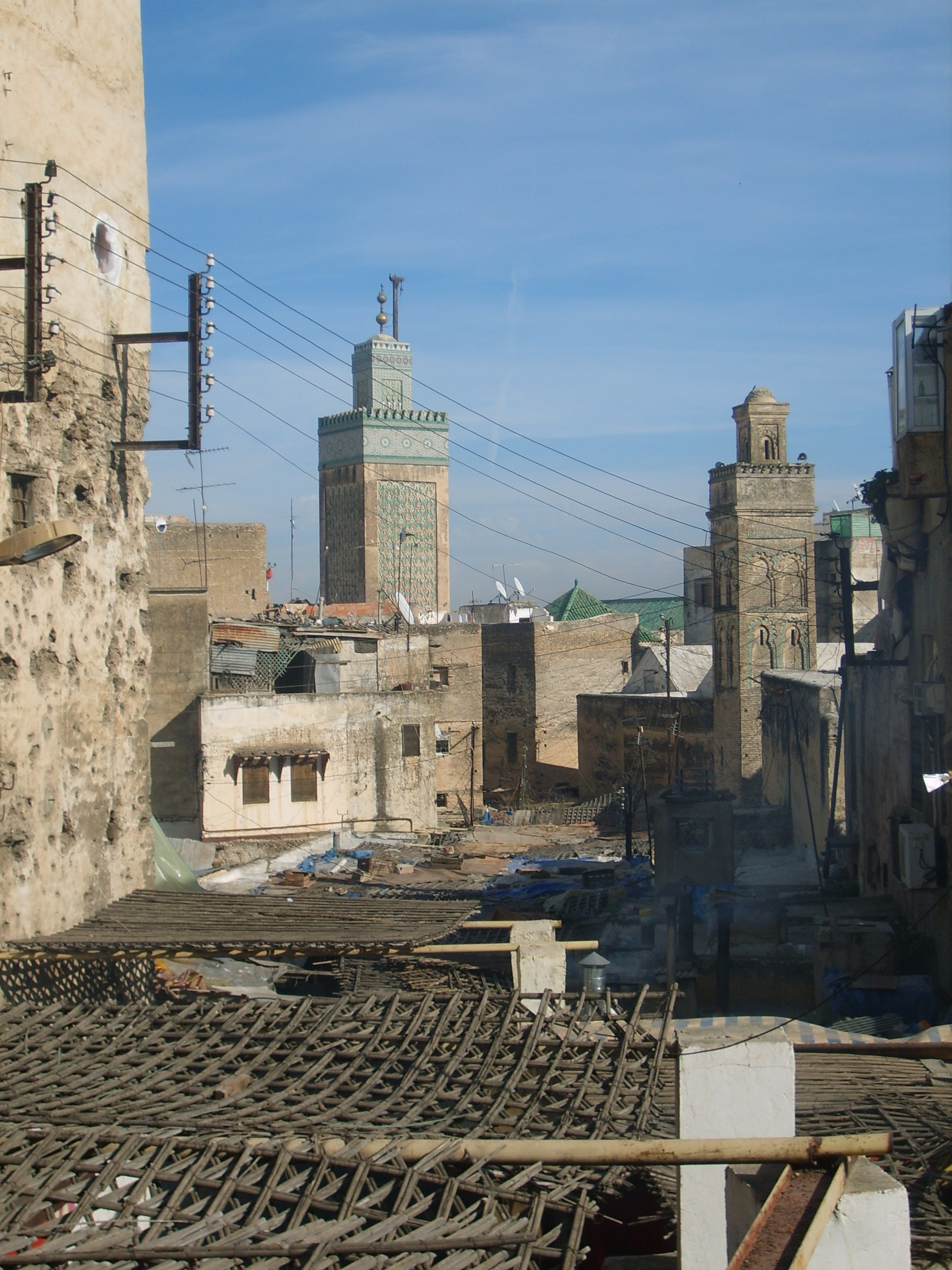
Fèská Medina

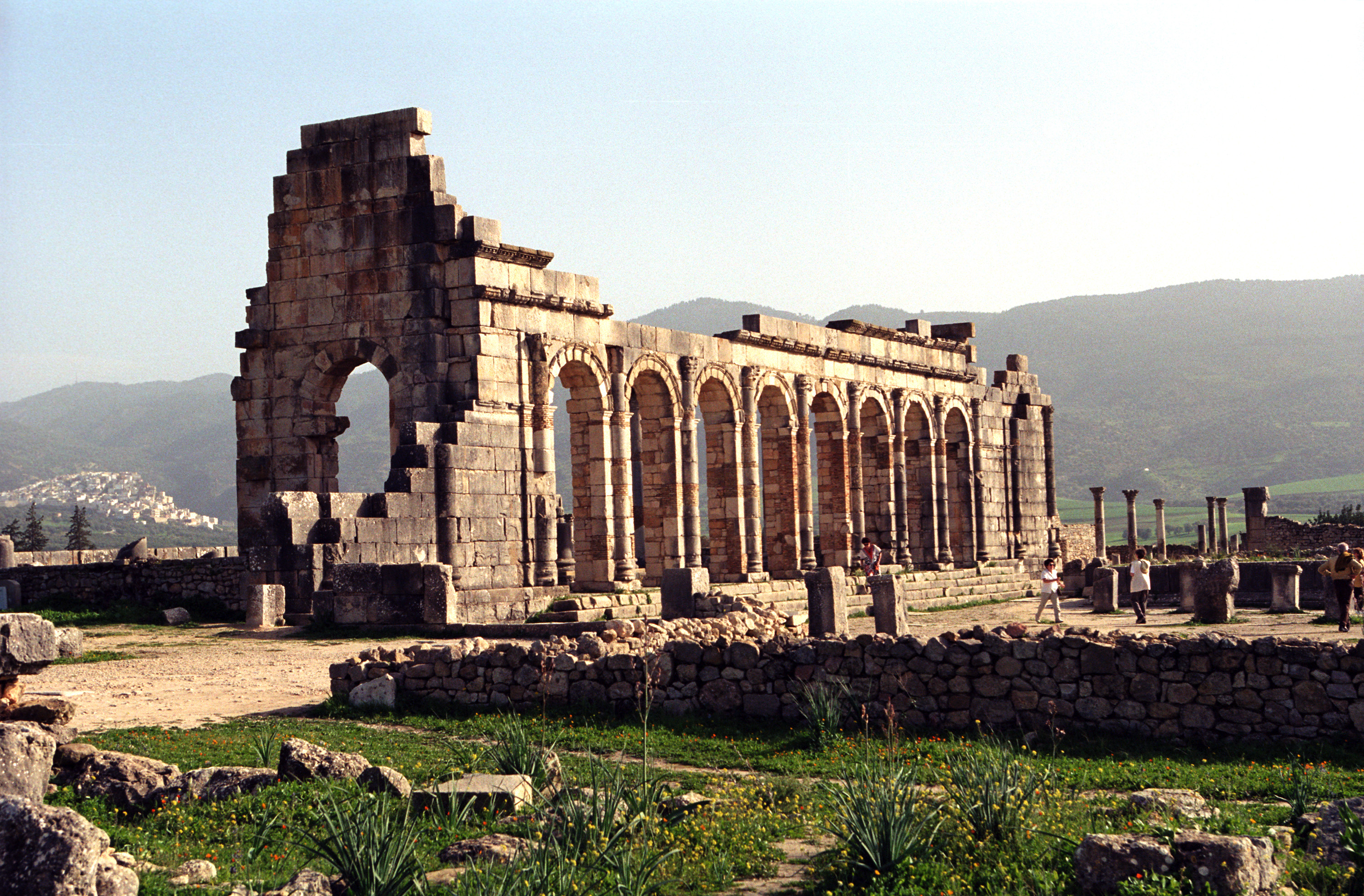
Volubilis

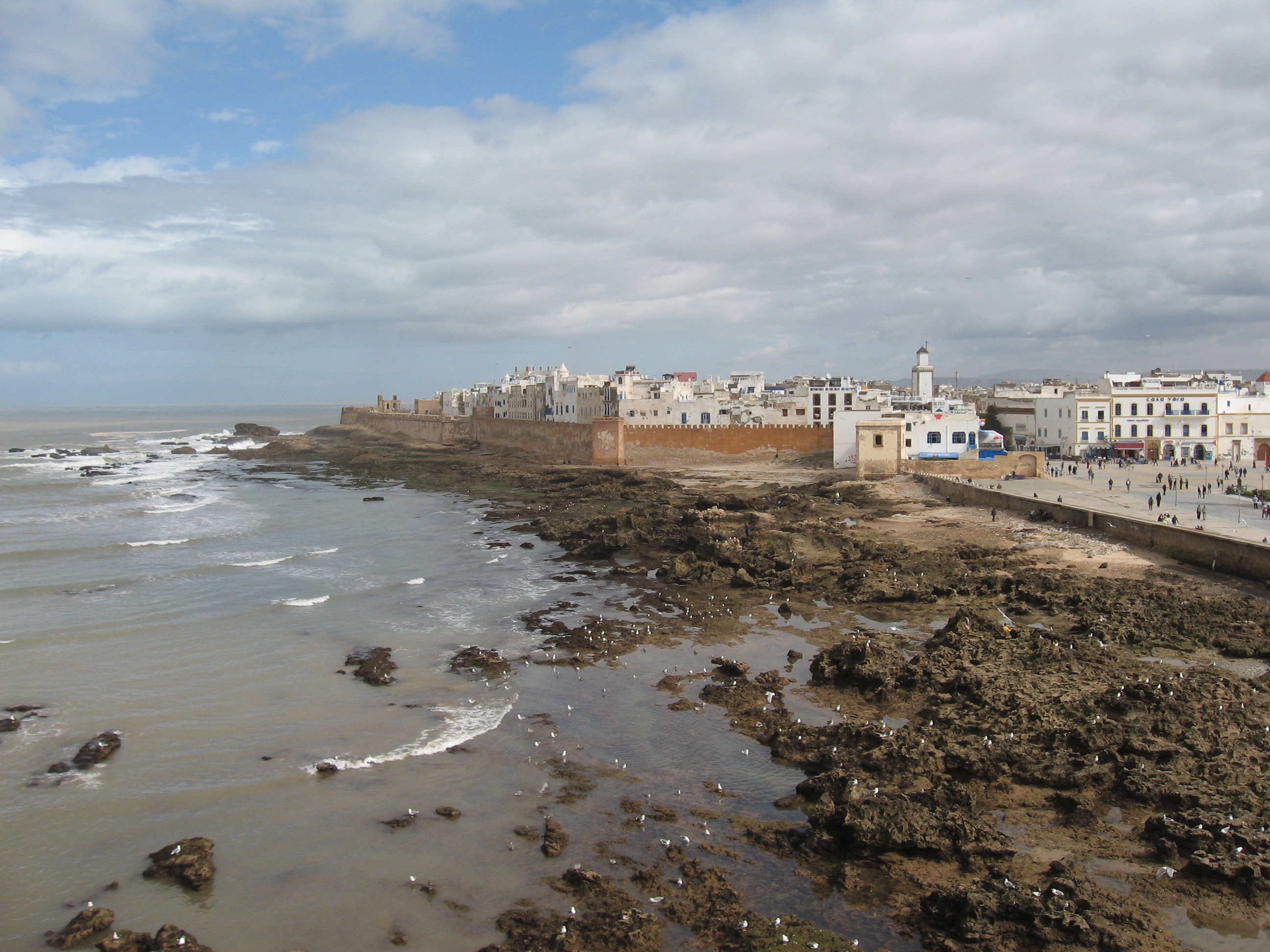
Essaouira

1. Medína ve Fesu
Medina of Fez
Medina - opevněné staré město, dnes část Fesu. Dodnes významné kulturní centrum.
1981
 http://whc.unesco.org/en/list/170
2. Medína v Marrákeši
Medina of Marrakesh
Medina, město založené v 11. století, významné středověké architektonické památky.
1985
 http://whc.unesco.org/en/list/331
3. Ksar Ait Ben Haddou
Ksar of Ait-Ben-Haddou
Opevněná obytná sídla z hlíny představují tradiční bydlení v pouštních oblastech.
1987
 http://whc.unesco.org/en/list/444
4. Historické město Meknes
Historic City of Meknes
Město z 11. století je příkladem míšení islámských a evropských vlivů.
1996
 http://whc.unesco.org/en/list/793
5. Archeologická lokalita Volubilis
Archaeological Site of Volubilis
Kdysi hlavní město Mauritánie, založené ve 3. století před n. l. se stalo významnou římskou provincií.
1997
 http://whc.unesco.org/en/list/836
6. Medína v Tetuánu
Medina of Tétouan (formerly known as Titawin)
Od 8. století hlavní kontaktní místo mezi Marokem a Andalusií.
1997
 http://whc.unesco.org/en/list/837
7. Medína v Essaouira (dříve Mogador)
Medina of Essaouira (formerly Mogador)
Opevněné město z konce 18. stol. postavené podle soudobé evropské vojenské architektury.
2001
 http://whc.unesco.org/en/list/753
8. Portugalské město Mazagan (Al-Džadída)
Portuguese City of Mazagan (El Jadida)
Opevněná kolonie na atlantském pobřeží z počátku 16. stol. Jedna z prvních osad, kterou založili Portugalci v západní Africe na trase do Indie.
2004
 http://whc.unesco.org/en/list/1058
9. Rabat, moderní metropole a historické město
Rabat, modern capital and historic city: a shared heritage
Město na pobřeží Atlantiku s prvky západní architektury a tradiční islámské.
2012
 http://whc.unesco.org/en/list/1401

## Mauritánie

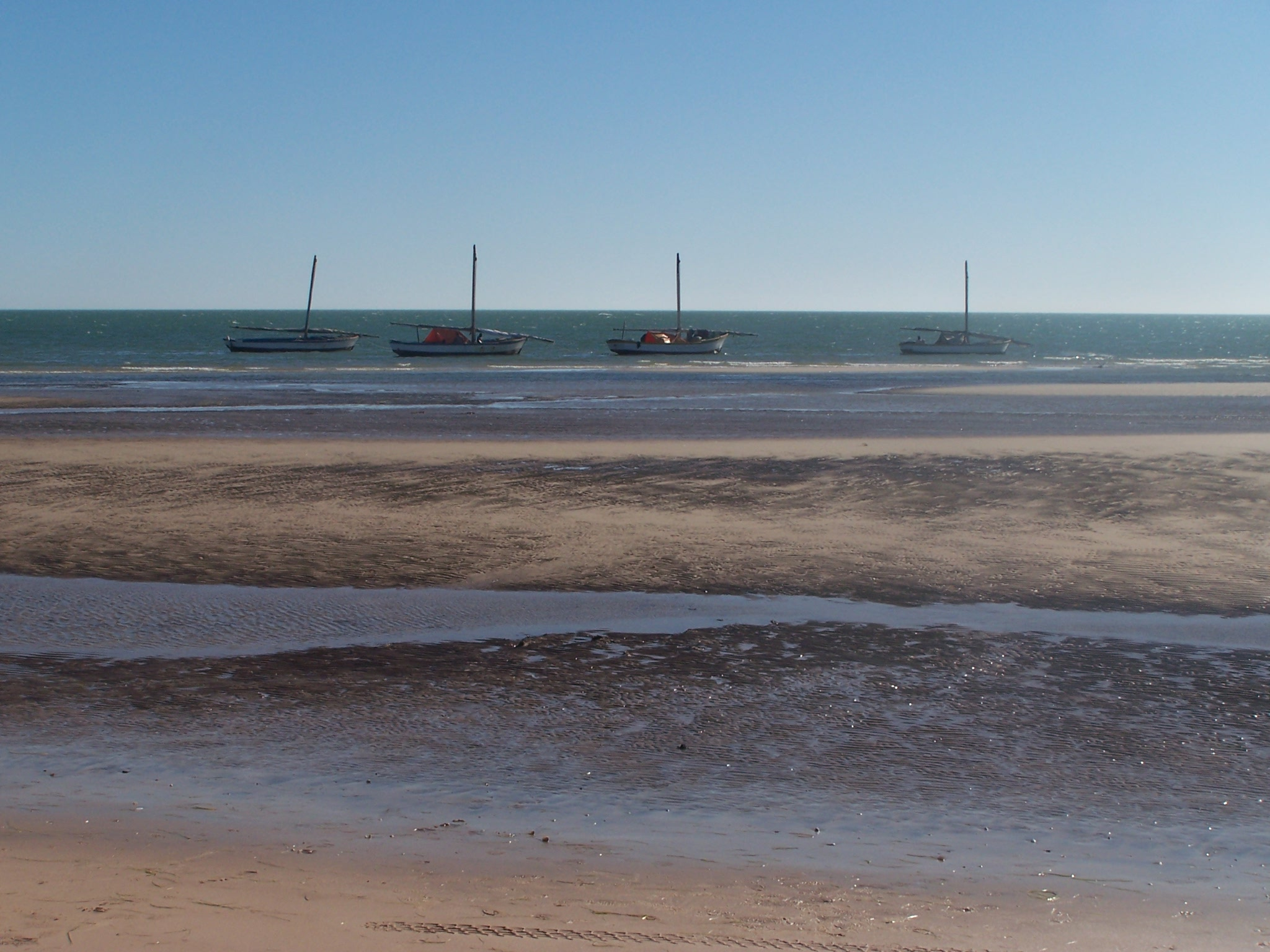
Národní park Banc d'Arguin

1. Národní park Banc d'Arguin
Banc d'Arguin National Park
Národní park na atlantském pobřeží zahrnuje písečné duny, pobřežní bažiny a pobřežní vody.
1989
 http://whc.unesco.org/en/list/506
2. Starodávné ksary Ouadane, Chinguetti, Tichitt a Oualata
Ancient Ksour of Ouadane, Chinguetti, Tichitt and Oualata
Města z 11. a 12. stol. byla obchodními a náboženskými středisky pro karavany.
1996
 http://whc.unesco.org/en/list/750

## Omán

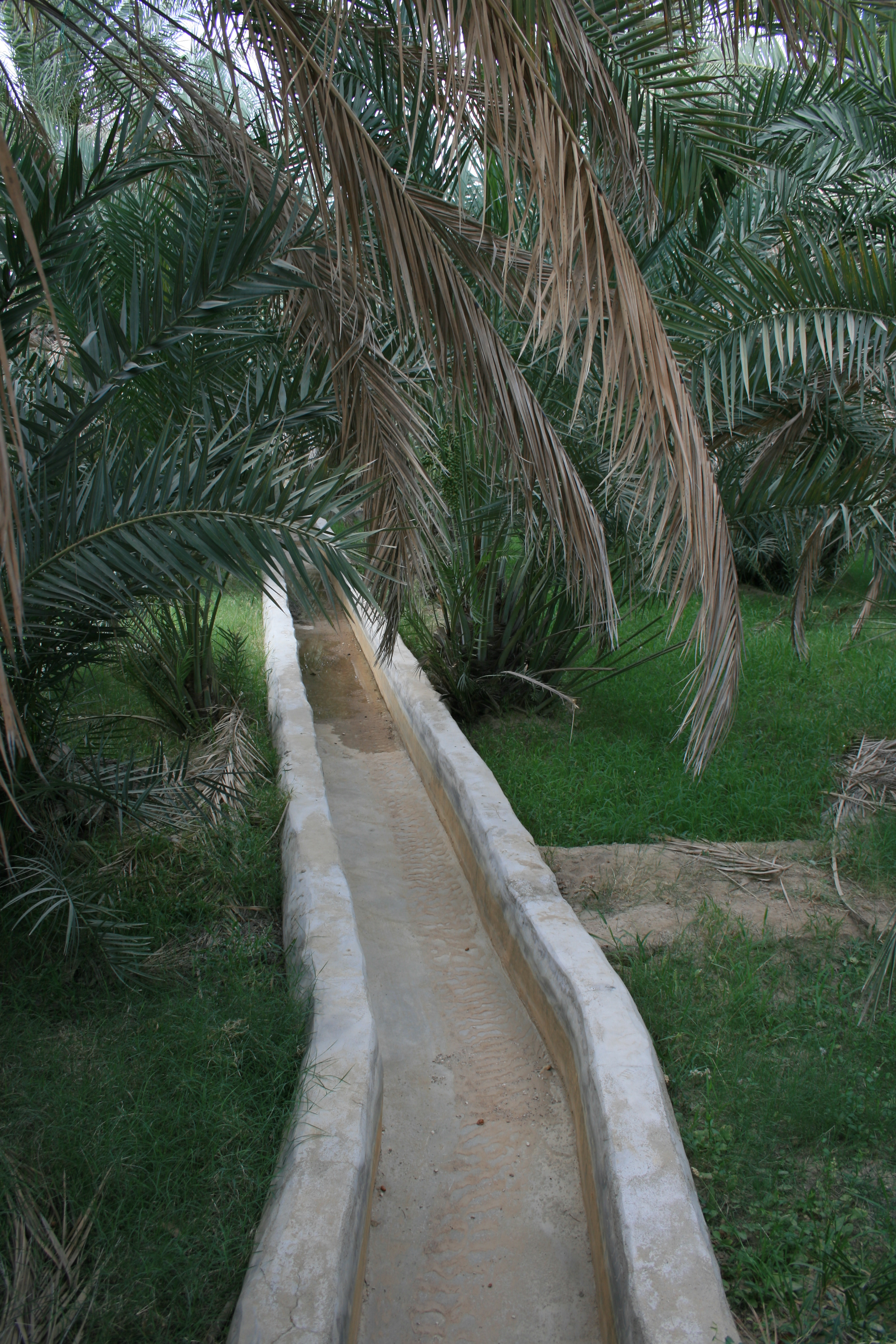
Zavlažovací systémy Aflaj

1. Pevnost Bahla
Bahla Fort
Oáza a zbytky pevnosti z 12. až 15. století.
1987
http://whc.unesco.org/en/list/433
2. Archeologická naleziště Batu, al-Chutmu a al-Ajnu
Archaeological Sites of Bat, Al-Khutm and Al-Ayn
Osady, věže a nekropole z 3. tisíciletí př. n. l.
1988
http://whc.unesco.org/en/list/434
3. Útočiště přímorožce arabského
Arabian Oryx Sanctuary
Rezervace, kde žije jediné známé stádo přímorožce arabského a několika dalších ohrožených zvířat.
1994
Internetové stránky UNESCO - Útočiště přímorožce arabského
Vymazáno ze seznamu v roce 2007
4. Země kadidla
The Land of Frankincense
Kadidlovníky u Vádí Dauká, zbytky karavanové oázy Šisr a přístavy Chor Rori a al-Balid.
2000
http://whc.unesco.org/en/list/1010
5. Zavlažovací systémy Aflaj
Aflaj Irrigation Systems of Oman
Zavlažovací systémy v této oblasti existovaly již 2 500 let př. n. l. Chráněno je pět typických zavlažovacích systémů. V Ománu je dosud v provozu na 3 000 obdobných zařízení.
2006
http://whc.unesco.org/en/list/1207
6. Starověké město Kalhat
Ancient City of Qalhat
Zbytky obchodního města, které kvetlo především v období mezi 11. a 15. století.
2018
http://whc.unesco.org/en/list/1537

## Palestina

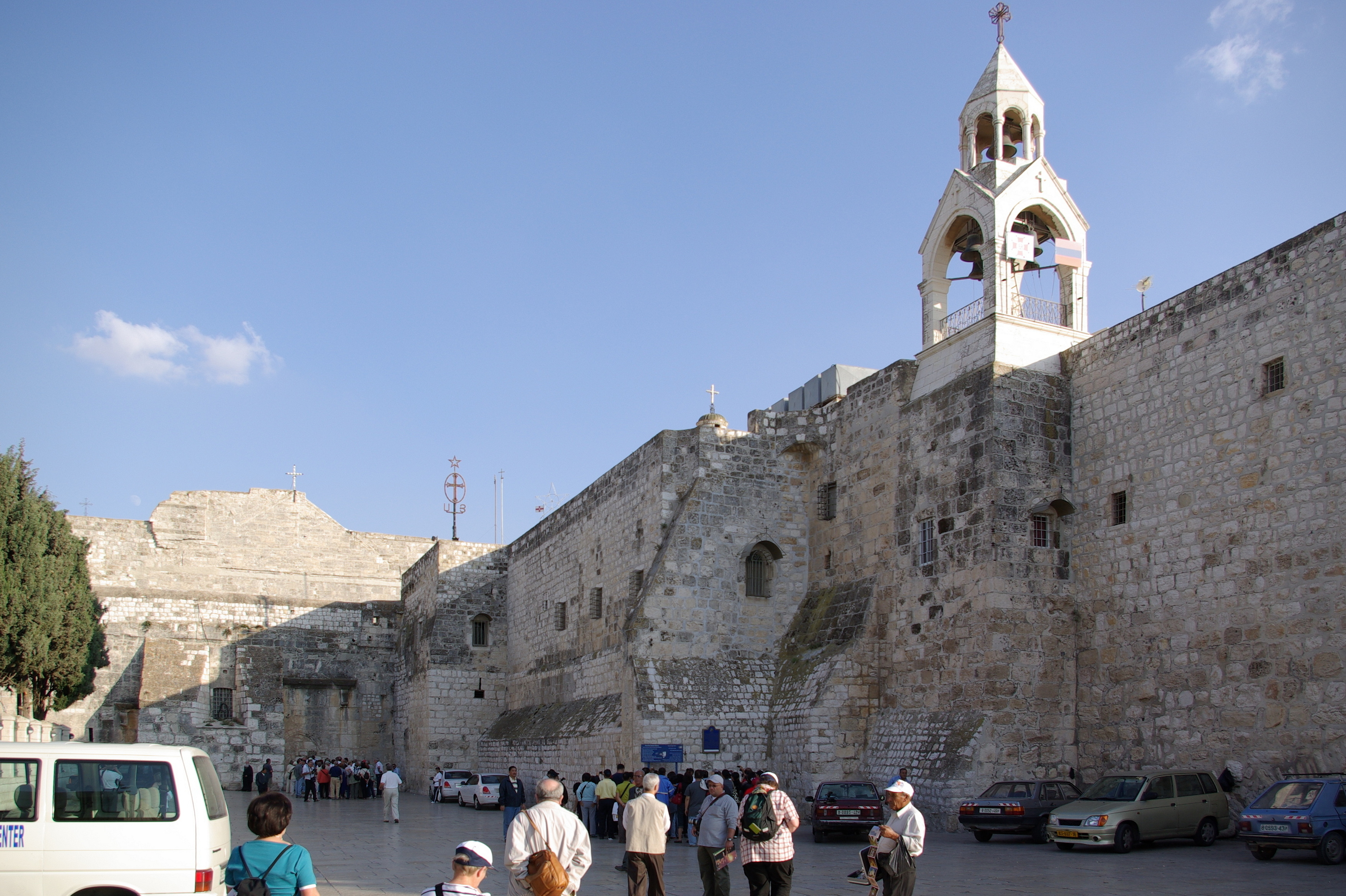
Betlém

1. Betlém - místo narození Ježíše Krista - chrám narození páně a poutnická cesta
Birthplace of Jesus: Church of the Nativity and the Pilgrimage Route, Bethlehem
Lokalita, která je tradičně označována jako místo narození Ježíše Krista.
2012
 http://whc.unesco.org/en/list/1433
2. Země olivovníků a vinné révy - Kulturní krajina jižního Jeruzaléma, Battir
Land of Olives and Vines – Cultural Landscape of Southern Jerusalem, Battir
Systém zavlažování terasovitých políček v hospodářsky využívaných údolích.
2014
 http://whc.unesco.org/en/list/1487
3. Staré město Hebronu
Hebron/Al-Khalil Old Town
Historické město s bohatou historií a architekturou.
2017
http://whc.unesco.org/en/list/1565
4. Starověké Jericho/Tell es-Sultan
Ancient Jericho/Tell es-Sultan
Naleziště nejstaršího města na světě, jehož historie sahá až do doby 10 000 let před naším letopočtem.
2023
http://whc.unesco.org/en/list/1687
5. Klášter svatého Hilariona/Tell Umm Amer
Saint Hilarion Monastery/ Tell Umm Amer
Pozůstatky křesťanského kláštera z 5. století, který patří k nejstarším, největším a nejsložitějším na Blízkém východě.
2024
http://whc.unesco.org/en/list/1749

## Saúdská Arábie

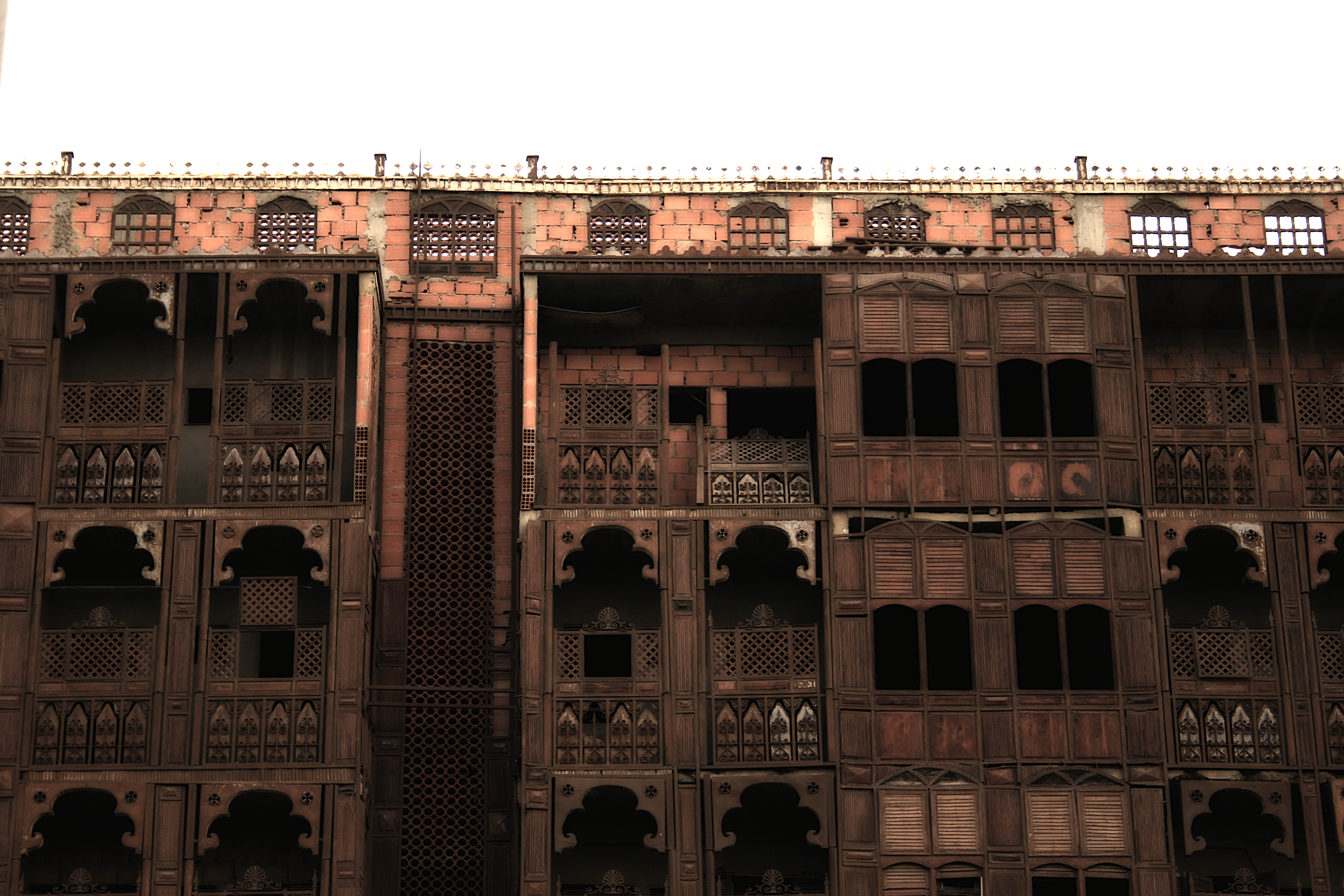
Historické centrum Džiddy

1. Archeologické vykopávky Al-Hijr
Al-Hijr Archaeological Site (Madâin Sâlih)
2008
http://whc.unesco.org/en/list/1293/
2. Oblast At-Turaif
At-Turaif District in ad-Dir'iyah
Městský soubor a pozůstatky mnoha paláců okraji ad-Dir'iyah oázy
2010
http://whc.unesco.org/en/list/1329
3. Historické centrum Džiddy, brány Mekky
Historic Jeddah, the Gate to Makkah
Vznikla v 7. století př. n. l. jako důležitý obchodní přístav směřující zboží do Mekky.
2014
http://whc.unesco.org/en/list/1361/
4. Skalní malby v regionu Hail
Rock Art in the Hail Region of Saudi Arabia
Skalní malby s 10 000 let starou historií.
2015
http://whc.unesco.org/en/list/1472
5. Kulturní krajina oázy al-Hasa
Al-Ahsa Oasis, an evolving Cultural Landscape
Zavlažovací systém a další stavby uprostřed oázy al-Hasa
2018
http://whc.unesco.org/en/list/1563
6. Kulturní lokalita Ḥimā
Ḥimā Cultural Area
Skalní malby a petroglyfy
2021
http://whc.unesco.org/en/list/1619
7. ‘Uruq Bani Ma’arid
‘Uruq Bani Ma’arid
Největší souvislé písečné moře a jediná velká tropická písečná poušť v Asii.
2023
http://whc.unesco.org/en/list/1699
8. Kulturní krajina archeologické oblasti Al-Faw
The Cultural Landscape of Al-Faw Archaeological Area
Naleziště bývalého hlavního města prvního království Kinda v Arábii, která byla náhle opuštěna kolem 5. století.
2024
http://whc.unesco.org/en/list/1712

## Spojené arabské emiráty

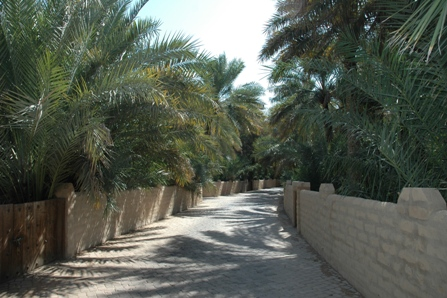
Al-Ajn

1. Kulturní památky Al-Ajnu
Cultural Sites of Al Ain (Hafit, Hili, Bidaa Bint Saud and Oases Areas)
Společenské a kulturní stavby města demonstrují dlouhotrvající osídlení regionu.
2011
http://whc.unesco.org/en/list/1343
2. Kulturní paleolitická krajina Jabal Al Fayah
Faya Palaeolandscape
V lokalitě se dochovaly důkazy lidské přítomnosti staré mti 210 tisíc až 6 tisíc let. 
2025
https://whc.unesco.org/en/list/1735

## Súdán

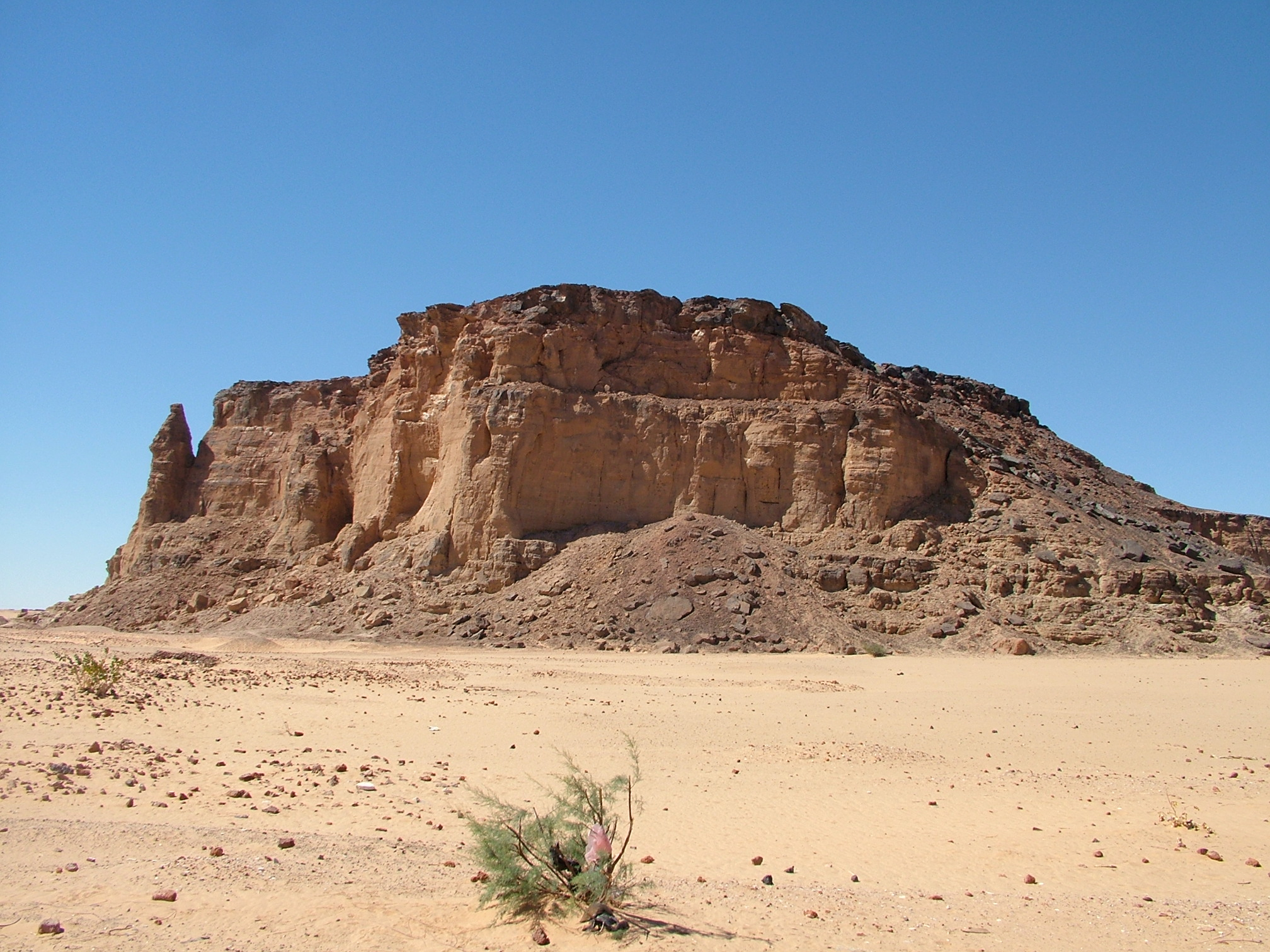
Džebel Barkal

1. Džebel Barkal a vykopávky v regionu Napatan
Gebel Barkal and the Sites of the Napatan Region
Archeologická naleziště v oblasti Nilu kultur Napatan (900-270 př. n. l.) a Meroitic (270 př. n. l. až 350 n. l.).
2003
 http://whc.unesco.org/en/list/1073
2. Archeologické lokality na ostrově Meroe
Archaeological Sites of the Island of Meroe
Archeologická naleziště v oblasti Nilu z období království Kuš (8. století před naším letopočtem až 4. století našeho letopočtu).
2011
 http://whc.unesco.org/en/list/1336
3. mořské národní parky Sanganeb a Dungonab Bay – Mukkawar Island
Sanganeb Marine National Park and Dungonab Bay – Mukkawar Island Marine National Park
Dvě oddělené lokality zahrnující korálové útesy s pestrou vodní faunou a florou.
2016
http://whc.unesco.org/en/list/262

## Sýrie

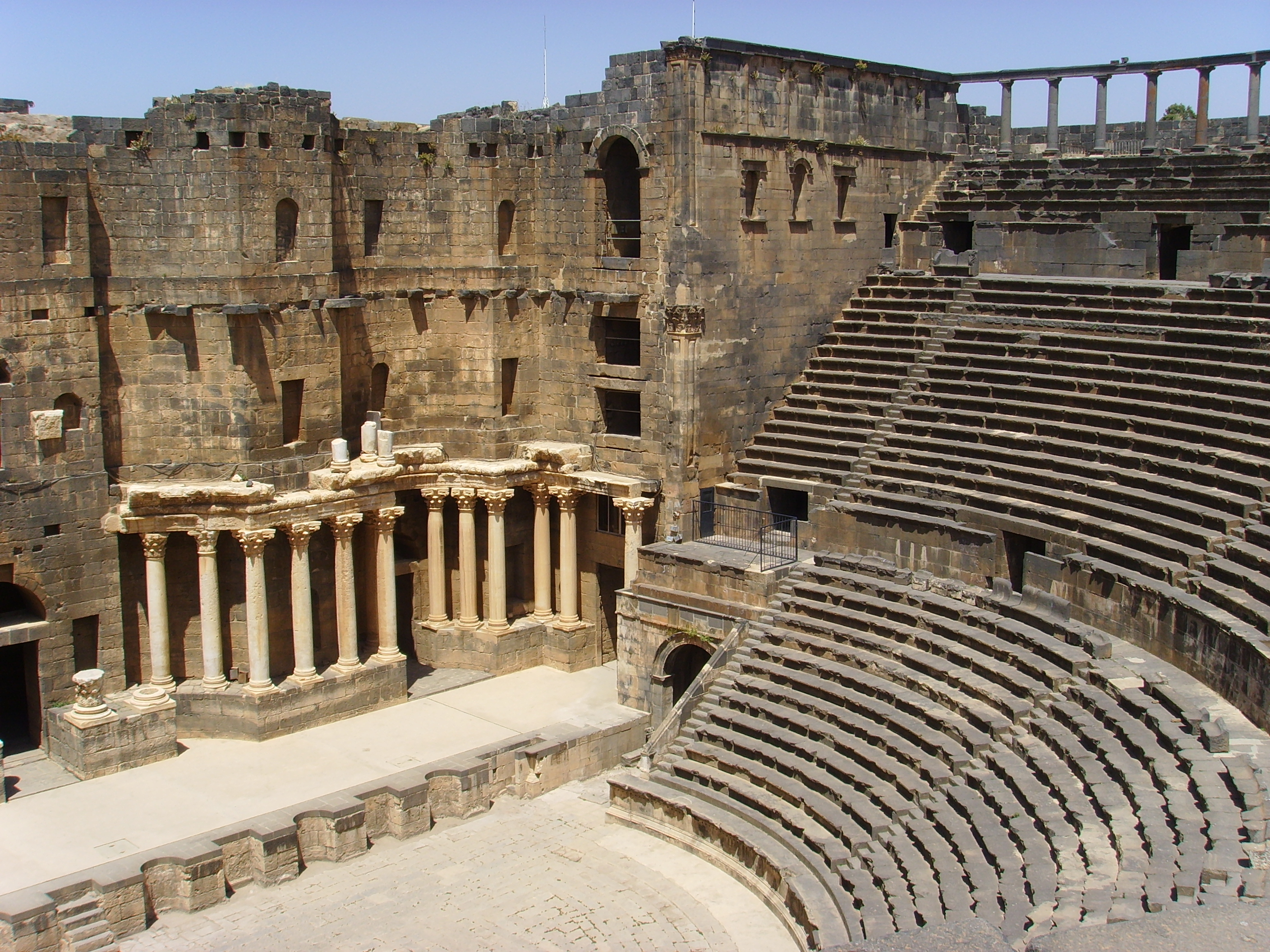
Bosra

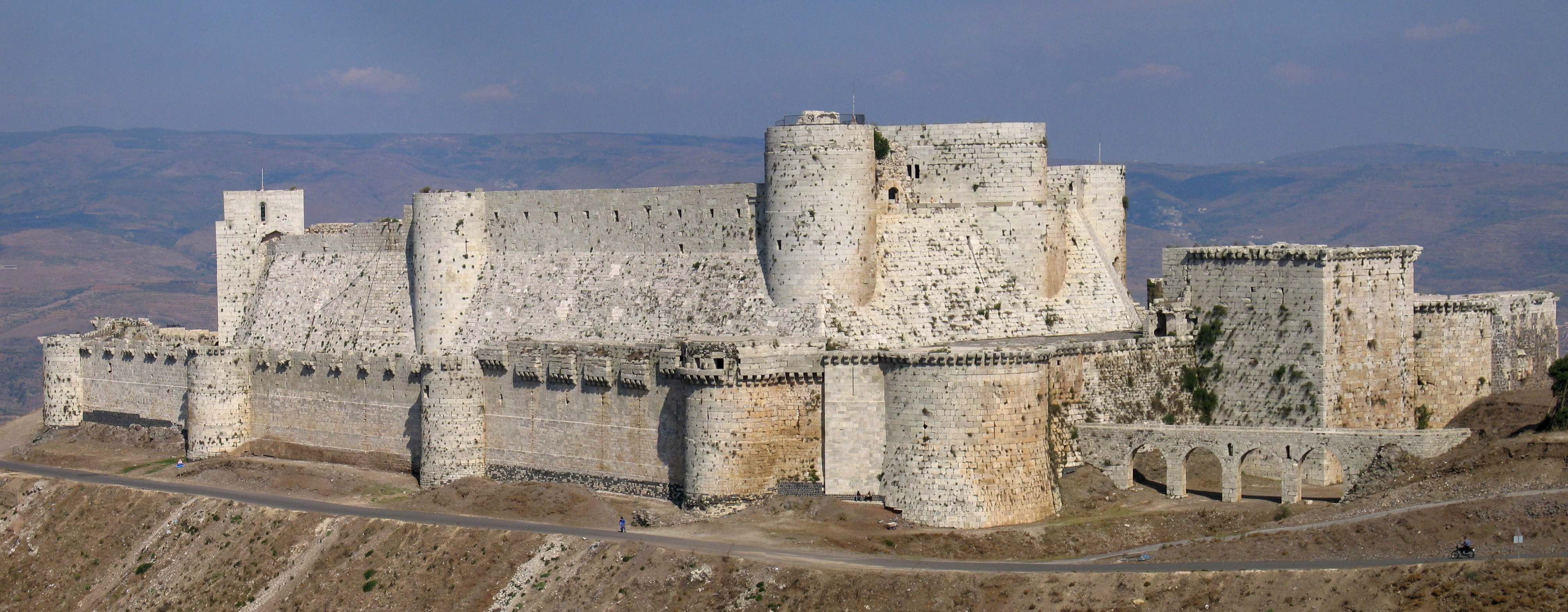
Saláhuddínova citadela

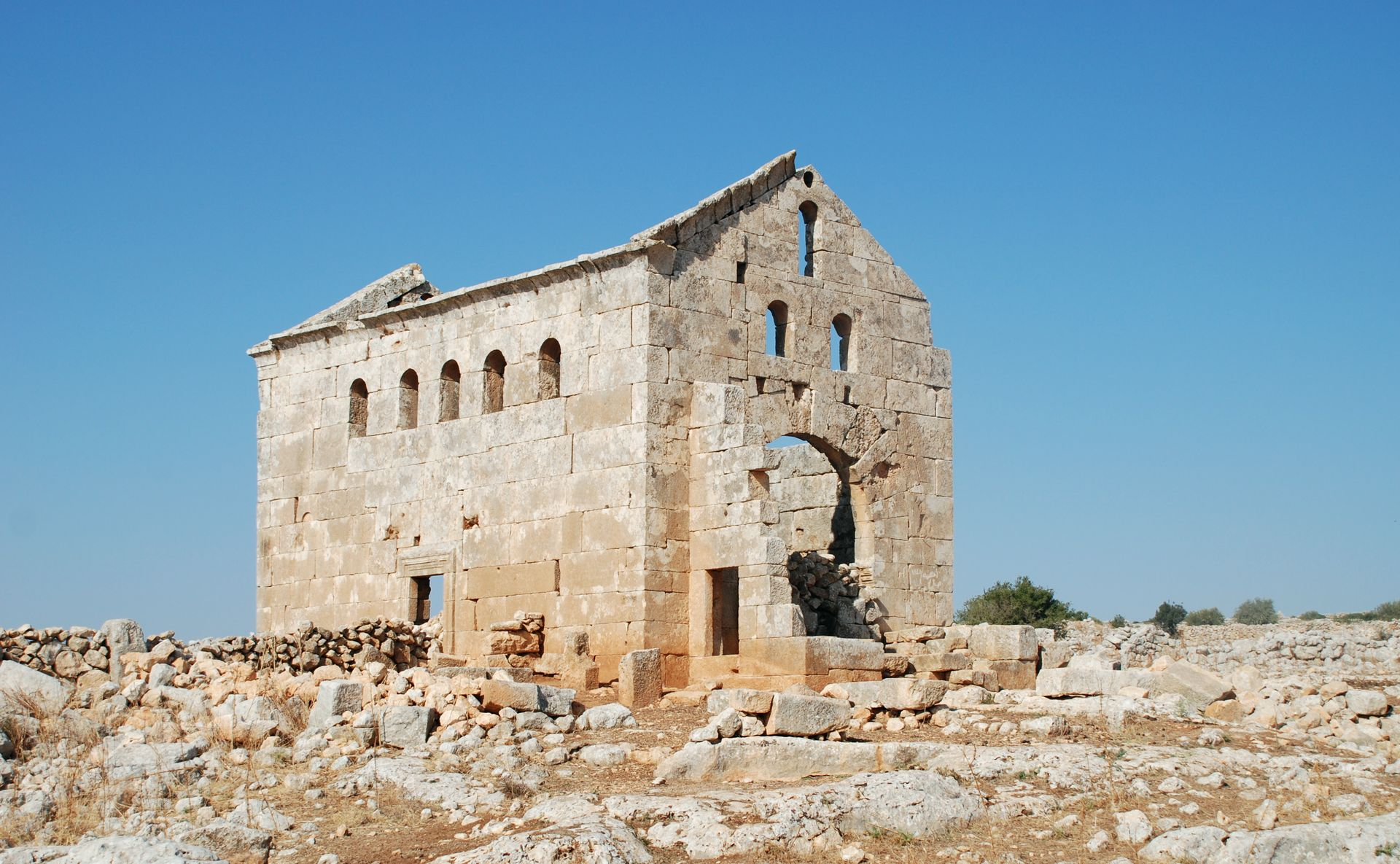
Starobylé vesnice v severní Sýrii

1. Starověká část Damašku
Ancient City of Damascus
Jedno z nejstarších měst na Středním východě.
1979
 http://whc.unesco.org/en/list/20
2. Starověká část Bosra
Ancient City of Bosra
Město bývalo zastávkou karavan na cestě do Mekky. Dochovalo se římské divadlo, raně křesťanské ruiny a několik mešit.
1980
 http://whc.unesco.org/en/list/22
3. Palmýra
Site of Palmyra
Oáza v poušti a zbytky starověkého velkoměsta.
1980
 http://whc.unesco.org/en/list/23
4. Starověké město Aleppo
Ancient City of Aleppo
Křižovatka obchodních cest. Převažují islámské památky.
1986
 http://whc.unesco.org/en/list/21
5. Krak des Chevaliers a Saláhuddínova citadela
Crac des Chevaliers and Qal’at Salah El-Din
Dva hrady z období křižáckých válek. 
2006
 http://whc.unesco.org/en/list/1229
6. Starobylé vesnice v severní Sýrii
Ancient Villages of Northern Syria
Vesnice byly opuštěny mezi 8. a 10. století, zachovalý příklad venkovských obydlí za pozdního starověku a období Byzantské říše.
2011
http://whc.unesco.org/en/list/1348

## Tunisko

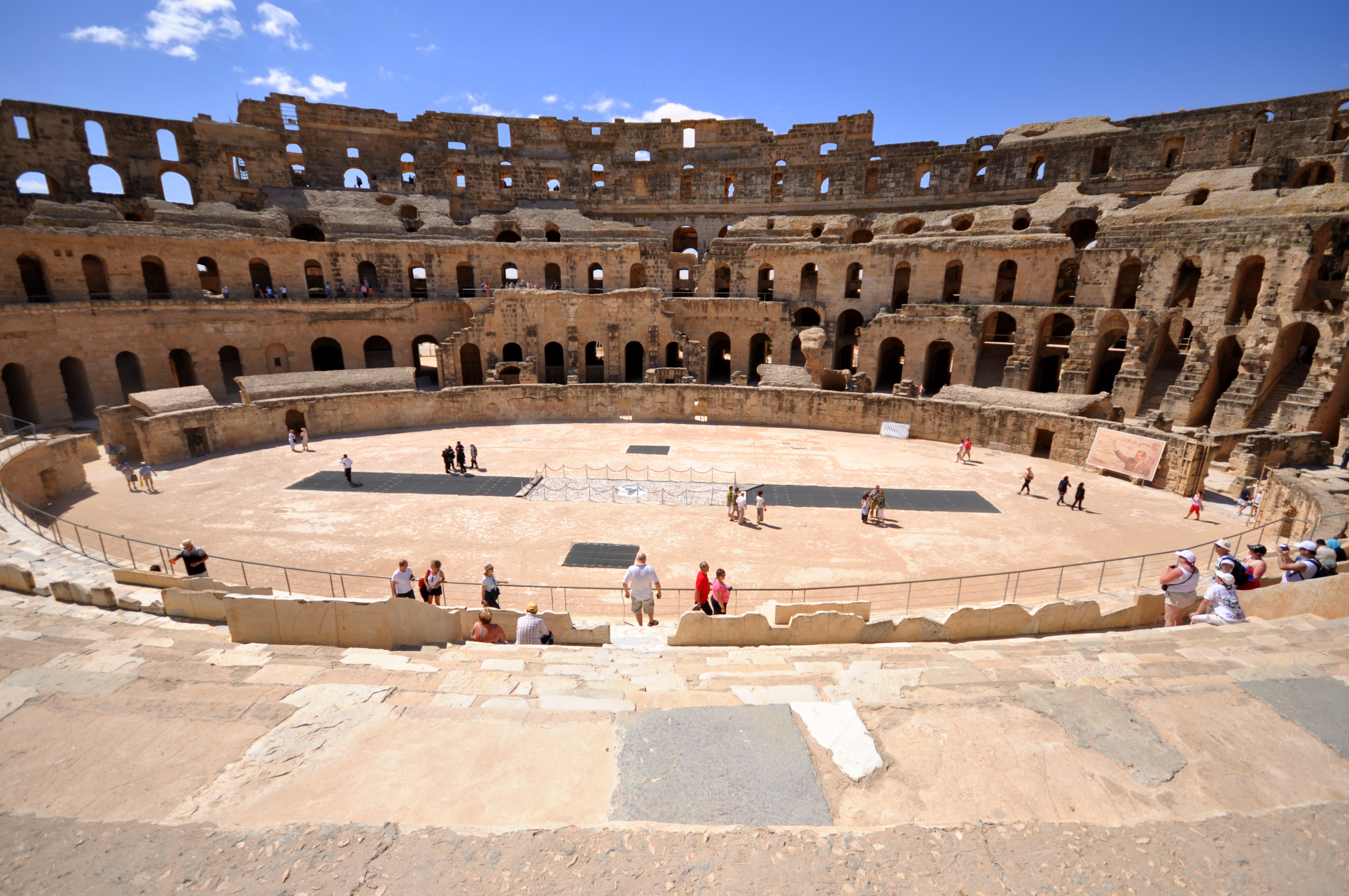
Amfiteátr v El-Djem

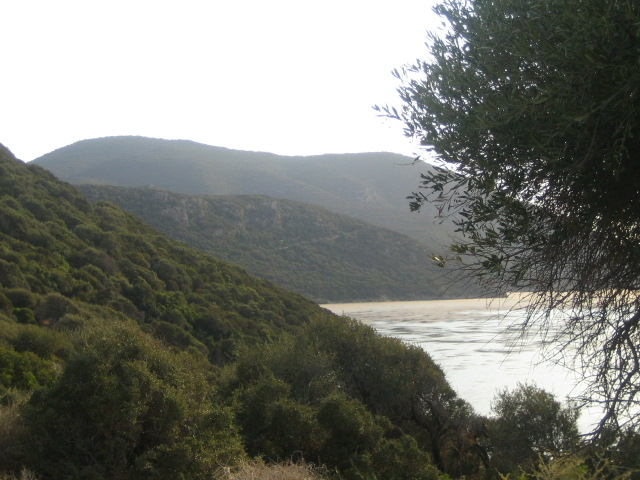
Národní park Ichkeul

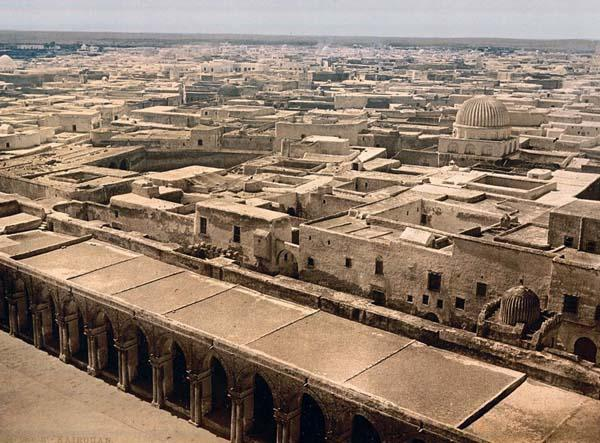
Kajruván

1. Medína v Tunisu
Medina of Tunis
Arabské středověké město, které patří k nejzachovalejším na světě.
1979
http://whc.unesco.org/en/list/36
2. Kartágo
Archaeological Site of Carthage
Vykopávky fénického města, které nechali vypálit Římané.
1979
http://whc.unesco.org/en/list/37
3. Amfiteátr v El-Džemu
Amphitheatre of El Jem
Největší římský amfiteátr na území afrického kontinentu.
1979
http://whc.unesco.org/en/list/38
4. Národní park Ichkeul
Ichkeul National Park
Národní park se stejnojmenným jezerem a mnoha mokřady je domovem rozmanité fauny a flóry.
1980
http://whc.unesco.org/en/list/8
5. Punské město Kerkouane a jeho nekropole
Punic Town of Kerkuane and its Necropolis
Archeologické vykopávky jednoho z nejvýznamnějších kartaginských měst.
1985
http://whc.unesco.org/en/list/332
6. Medína v Súse
Medina of Sousse
Arabské historické město v Sousse s kasbou.
1988
http://whc.unesco.org/en/list/498
7. Kajruván
Kairouan
Čtvrté nejposvátnější místo islámu a centrum vzdělanosti tohoto náboženství.
1988
http://whc.unesco.org/en/list/499
8. Dougga
Dougga / Thugga
Ruiny antického města na ploše 65 hektarů.
1997
http://whc.unesco.org/en/list/794
9. Džerba: svědectví o vzoru osídlení na ostrovním území
Djerba: Testimony to a settlement pattern in an island territory
Ostrov svědčí o vzoru osídlení, který se vyvíjel kolem 9. století  v polosuchém prostředí s nedostatkem vody
2023
http://whc.unesco.org/en/list/1640